# Ljusskyltar i Stockholm

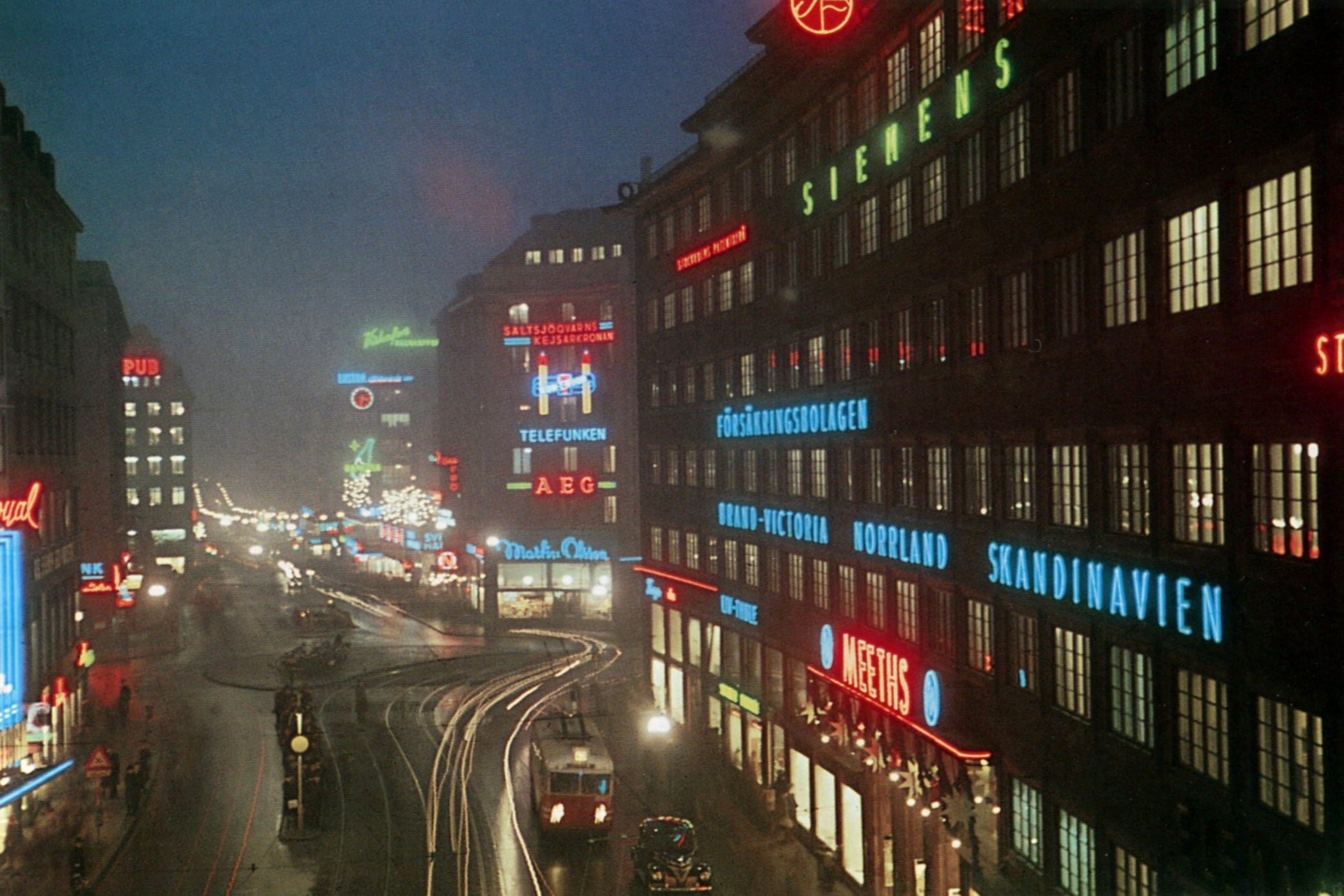
Kungsgatan västerut och korsningen med Sveavägen 1945. Till vänster syns den numera nedlagda biografen Royal och till höger Centrumhuset och rakt fram hörnet fastigheten Hästhuvudet 13.

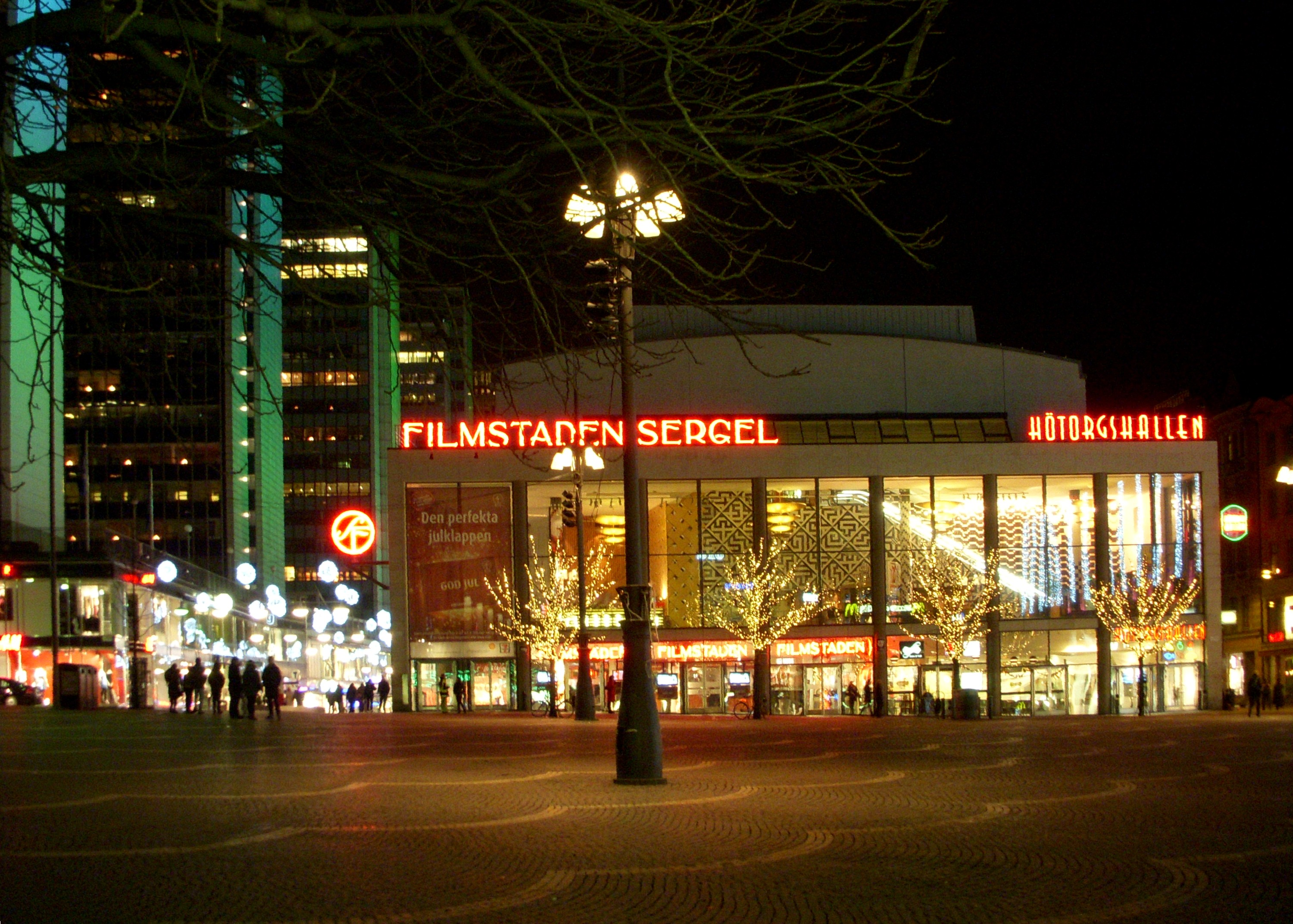
Hötorget söderut 2008. Rakt fram ligger Filmstaden Sergel och till vänster skymtar Hötorgsskraporna som effektbelyses.

Stockholms ljusskyltar hör till stadsbilden som Stockholms arkitektur. Reklamskyltar med elektrisk belysning eller med text av glödlampor började användas i början av 1900-talet. Bland de första var Stomatolskylten, med 1 361 stycken 25-watts glödlampor, som kom upp 1909 på gamla Katarinahissen vid Slussen och numera (2020) är världens äldsta bevarade rörliga ljusreklam i drift. 
Nästa steg i ljusskyltens utveckling var neonrörets klara röda sken. Den första neonskylten i Sverige var en inomhusreklam för prenumeration av Dagens Nyheter, som tändes i början av december 1924 i skyltfönstret på DN:s depeschkontor vid Stureplan. Därefter följde Nordiska Kompaniet, Stockholms biografer och många ljusskyltar främst längs Hamngatan och kring Norrmalmstorg samt Stureplan. 
På 1930-talet lanserades funktionalismen i Sverige där Stockholmsutställningen 1930 inte bara räknas som genombrottet för den nya arkitekturstilen i Sverige utan även för det riktigt stora genombrottet av neonskylten. Ljusskyltar blev en del av arkitekturen som på Esselte-huset mittemot Stockholms central, där resenären som klev ut på Centralplan formligen bländades av allt neonljus. Stockholms troligen mest spridda ljusskylt skapades 1933 och är den välkända T-symbolen för Stockholms tunnelbana.
Under 1950- och 1960-talen fortsatte uppgången för ljusreklam på stadens fasader, men därefter kom en tydlig avkylning och en mera kritisk inställning till reklam i allmänhet, som innebar att många skyltar släcktes och togs ner eller bara förföll.
På senare år har dock den klassiska välskapta ljusskylten åter kommit till heders och en del äldre skyltar kunde efter protester räddas från att försvinna för gott. 1998 instiftades hederspriset för Årets skylt, som skall stimulera skyltmakare och designer till att höja nivån på stadens skyltar, och sedan 2011 arrangeras tävlingen Lysande skylt av Stadsmuseet i Stockholm. Klassiska ljusskyltar går inte att skydda genom exempelvis k-märkning, något som dåvarande (2010) fastighetsborgarrådet Kristina Alvendal ville ändra på. Förre stadsarkitekten Per Kallstenius menar bland annat att "den lysande skylten i stadsrummet nu har blivit en del av vår kulturhistoria".[källa behövs]

## Historik
Stockholms ljusskyltar är intimt förknippade med utvecklingen och utbredningen av Stockholms elektricitet. Det elektriska ljuset liknade ingen annan tidigare belysningskälla. Det osade inte, luktade inte och var inte brandfarligt.  
Stockholms första elektricitetsverk blev Brunkebergsverket vid Regeringsgatan 38, som invigdes den 13 september 1892.  När Brunkebergsverket kördes i gång levererade det 2x110 volt likström från stora ackumulatorbatterier till 1 024 glödlampor på nedre Norrmalm. Snart utökades ledningsnätet och maskinparken och vid tiden för den  Allmänna konst- och industriutställningen 1897 fanns omkring 50 000 glödlampor, 1 100 båglampor och 85 motorer som matades med ström från kommunala och privata anläggningar. Förbrukningen mättes av 643 elmätare.
Även marknadsföringen av elektricitet var viktigt. Vid Konstindustriutställningen 1909 på Djurgården visades elektricitet och dess användning i stor skala. Glödlamporna skulle vara nakna och klara. I Stora restaurangens tak gjorde utställningsarkitekten Ferdinand Boberg ett arrangemang med hundratals glödlampor som rönte stor uppmärksamhet. Elektriciteten beskrevs som den nya “rena” energikällan, trots att den producerades i koleldade ångkraftverk.

## Glödlampskyltar

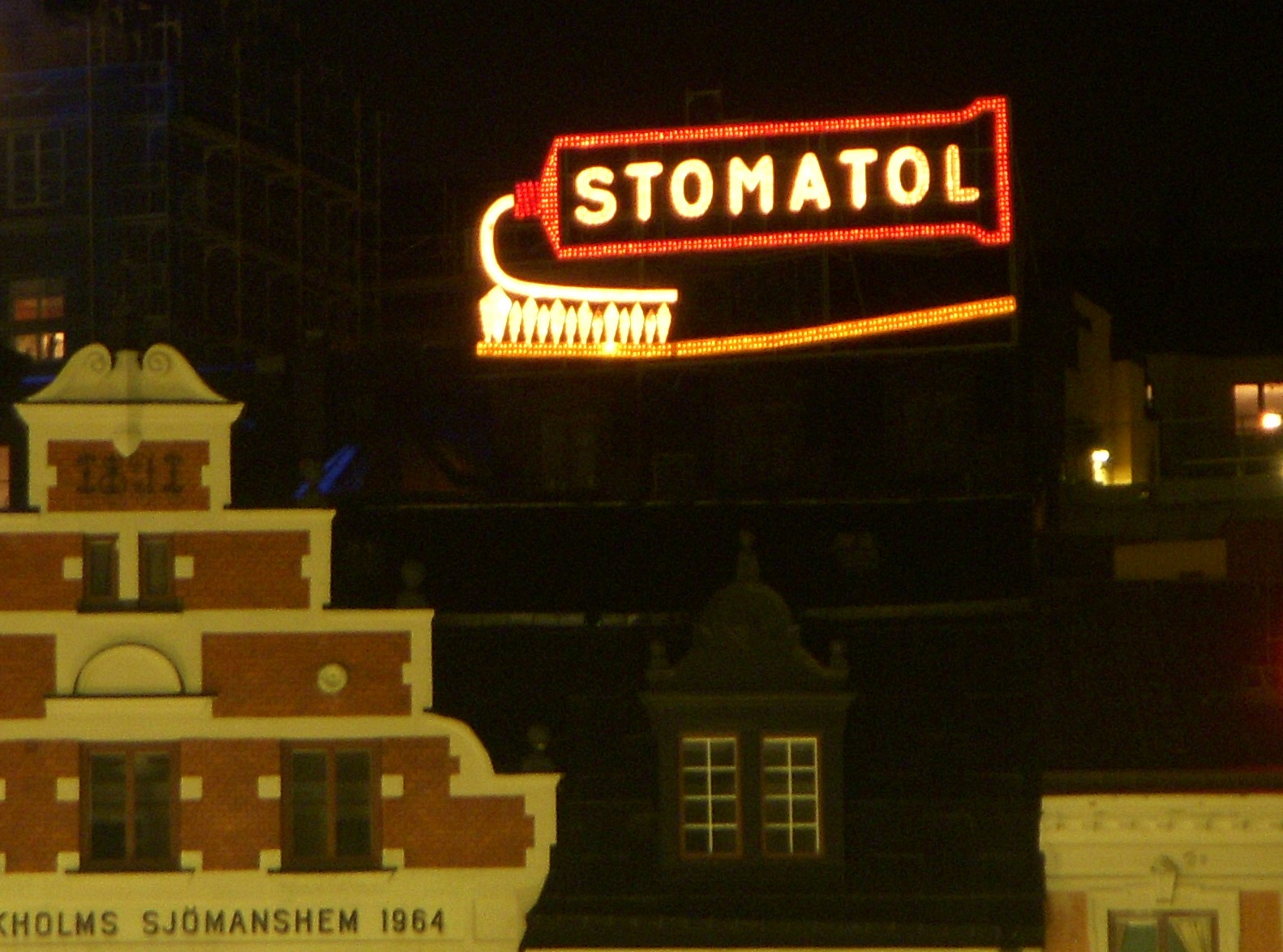
Stomatolskylten från 1909, fotograferad 2009.

Snart användes det elektriska ljuset även i reklambranschen och belysta eller självlysande reklamskyltar började sättas upp på trafikerade platser i Stockholm. Stadens första elektriska ljusreklam marknadsförde Kungsholms badinrättning. Innan neonröret kom på marknaden i början av 1920-talet nyttjades olikfärgade glödlampor som belysningskälla, antingen i en skyltlåda med målade glasskivor eller direkt för utformning av texter, mönster och figurer. Med glödlampor kunde man även konstruera rörliga effekter.
Stockholms och Sveriges första rörliga ljusreklam är Stomatolskylten som tändes på gamla Katarinahissen 1909, där 1 361 stycken 25 watts glödlampor i olika färger visar tandkrämstuben "STOMATOL" och en rörlig sträng av tandkräm som lägger sig på tandborsten. Skylten har flyttats, varit avstängd, blivit renoverad och avstängd igen, men är åter igen reparerad och firade 2009 sitt hundraårsjubileum som världens äldsta bevarade ljusreklam i drift.
Glödlampan i reklamskyltar förträngdes på 1930-talet av neonröret, som tillät mera komplicerade skrift och figurer och förbrukade bara en bråkdel av elenergi. Den fick i början av 1950-talet en viss renässans, då ofta i kombination med neonrör.

## Neonskyltar

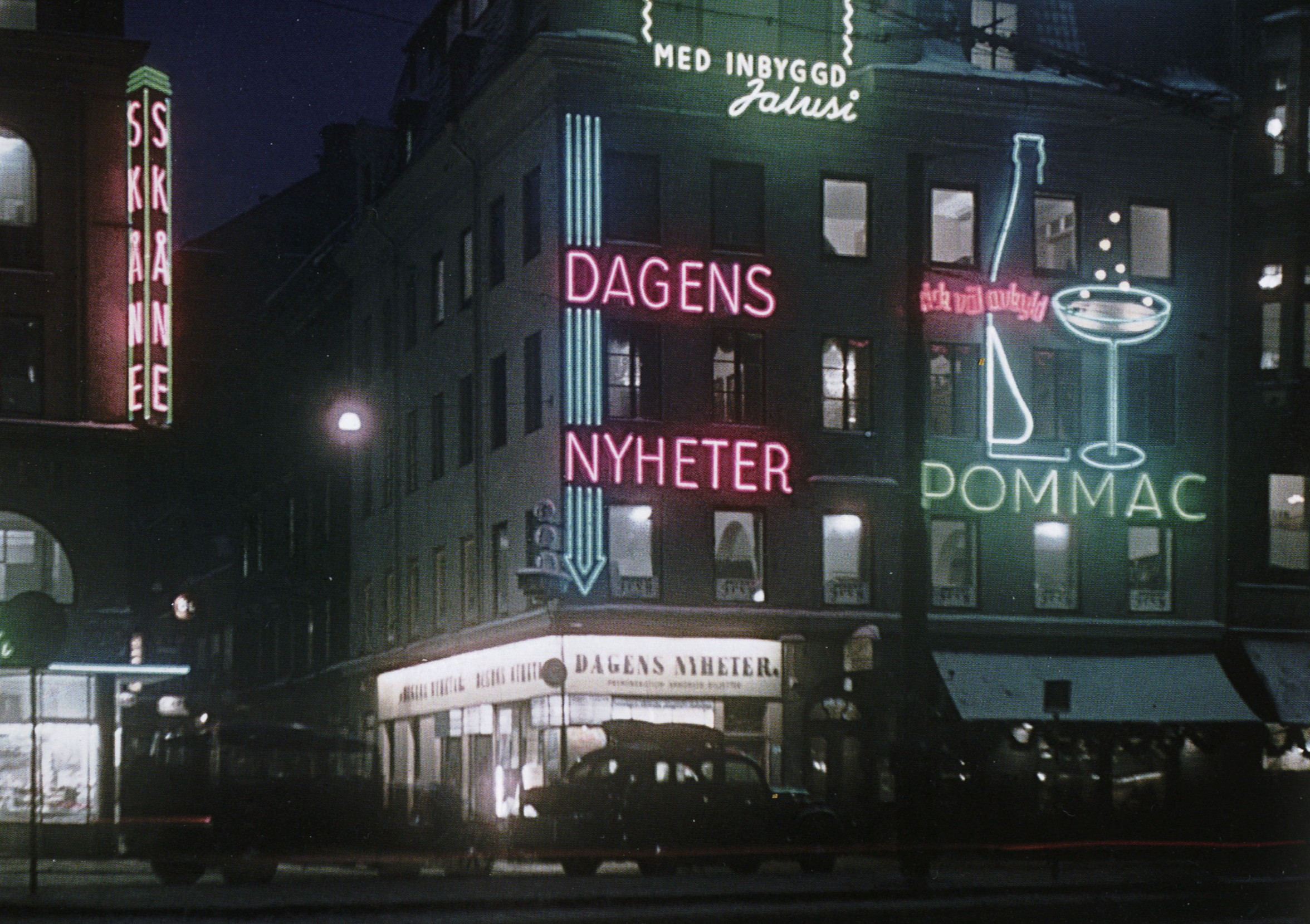
DN:s depeschkontor vid Stureplan 1943. Intill syns Pommac-skylten.

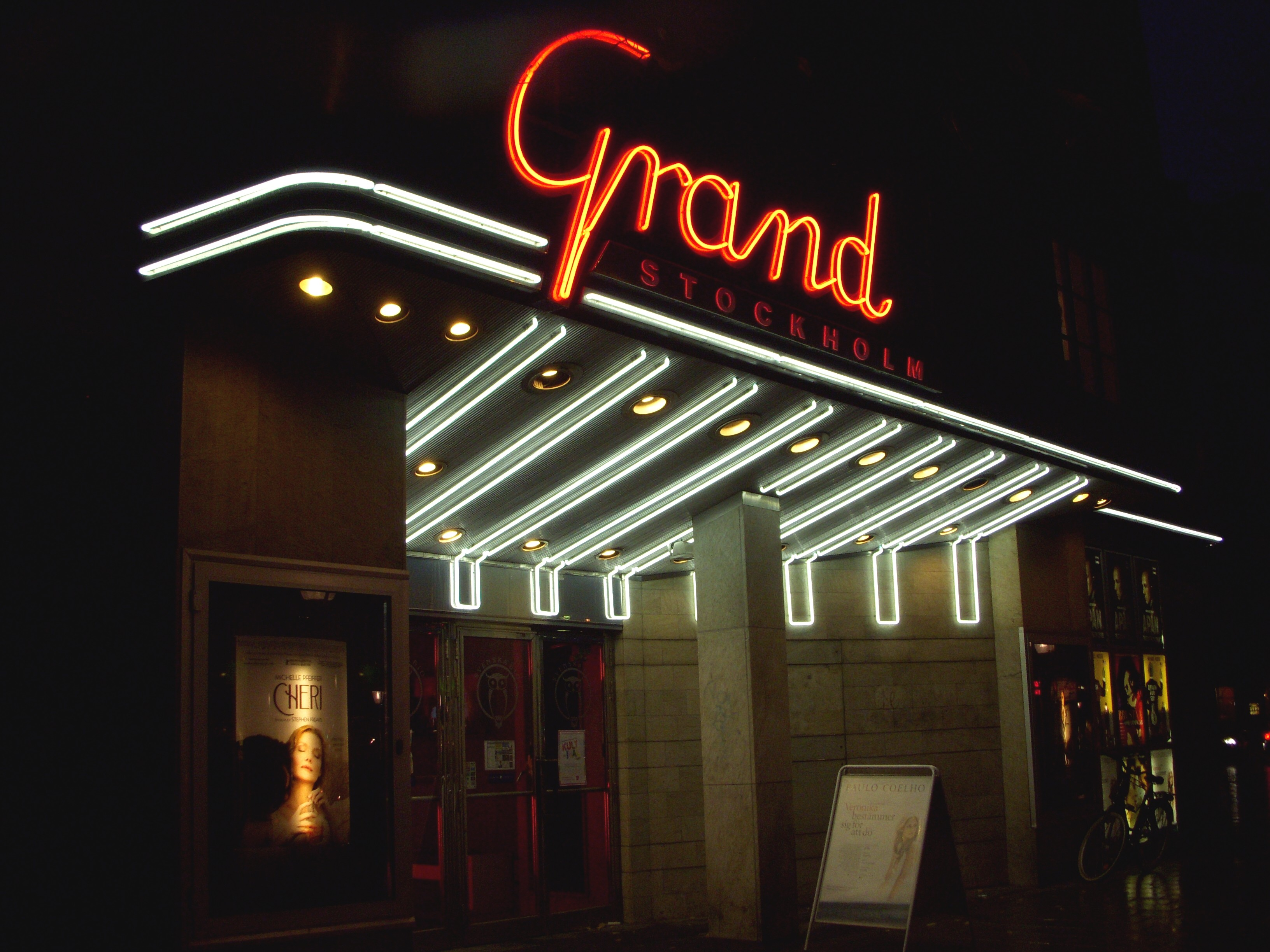
Biografen Grand från 1933.

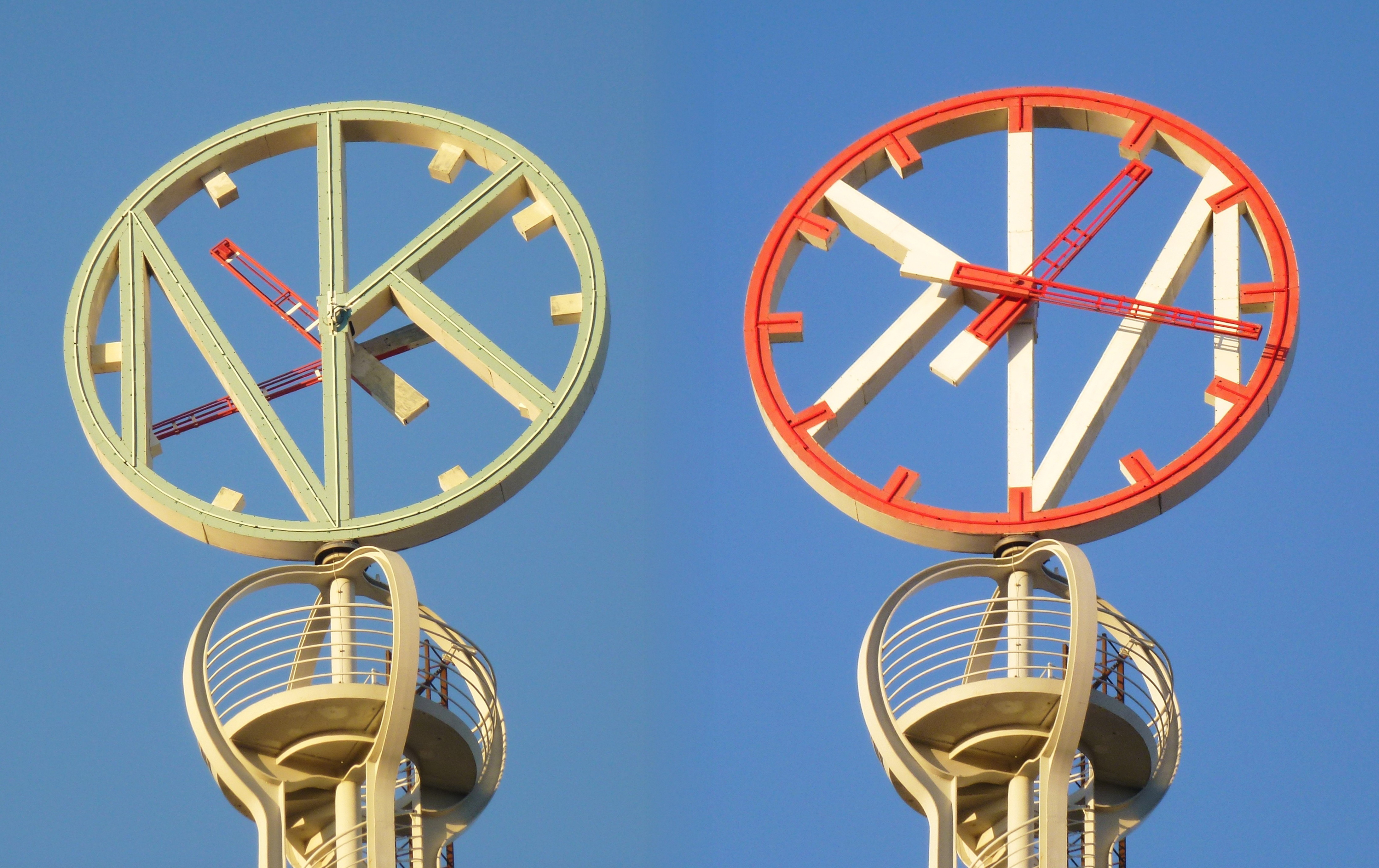
NK-klockans båda sidor 1939.

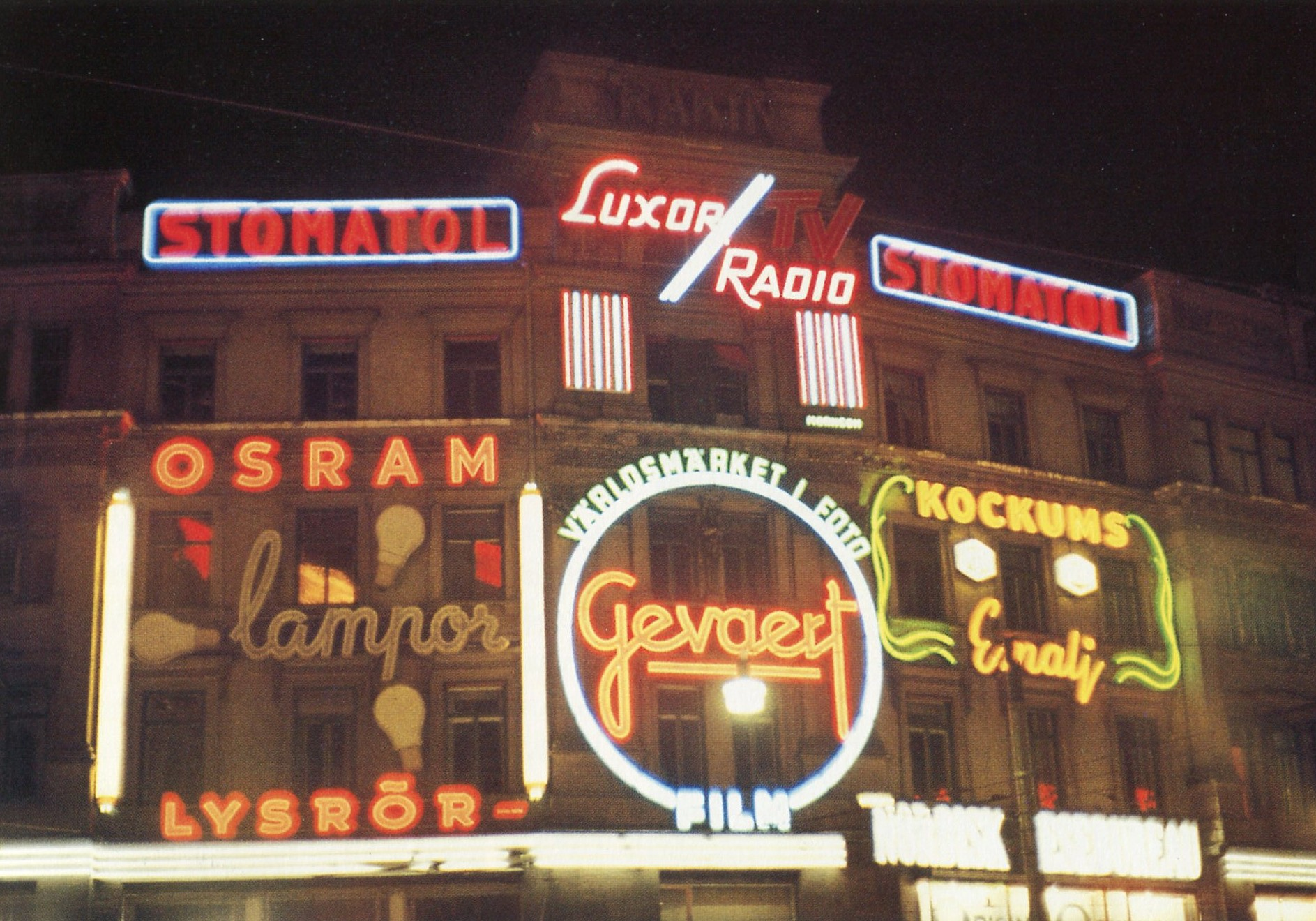
Osram- och Gevaert-skyltarna vid Stureplan, foto 1960.

Neonröret som reklammedium utvecklades i Frankrike omkring 1910. 1912 såldes den första neonskylten till en frisörfirma i Paris, två år senare tände Cinzano sin neonskylt och  1919 sattes de första neonrören upp på Parisoperan. 1923 tändes i USA en neonreklam för bilmärket Packard. 1927 hade New York 750 neonskyltar.
Den första neonskylten i Sverige var en inomhusreklam för prenumeration av Dagens Nyheter. I början av december 1924 tändes den i skyltfönstret av DN:s depeschkontor vid Stureplan i Stockholm. Den lyste röd och texten var: "Prenumerera för 1925". Tidningen skrev entusiastiskt om sin egen skylt bland annat "...med sitt intensiva röda sken väcker [den] stor uppmärksamhet och dominerar i hög grad Stureplan om kvällarna...".
Varuhuset Nordiska Kompaniet (NK) var också tidigt ute. Strax före jul 1924 tände NK Sveriges första neonskylt utomhus. NK:s skylt satt på byggnadens fasad mot Hamngatan och var illröd. Det påstås att folk ringde till brandkåren när det röda skenet reflekterades på kringliggande fasader. Skylten syntes över hela Kungsträdgården och Norrmalmstorg.
Stockholms biografer insåg tidigt reklamverkan av neonrörets klara och intensiva sken; en av de första med denna nyhet var Sture-Teatern vid Birger Jarlsgatan 28-30. Biografen Grand vid Sveavägen var stadens första med neonrör på undersidan av baldakinen.  En av stadens vackraste biografskyltar är Draken-skylten utanför den numera nedlagda biografen Draken på Kungsholmen, den ritades av konstnären Rudolf Persson och konstruerades av Ruben Morne samt tändes första gången den 27 september 1938. 
Till en början var alla neonskyltar orangeröda, men i slutet av 1920-talet kom även neonrör med grönt sken på marknaden. I mitten på 1930-talet kom nya uppfinningar som innebar att praktiskt taget alla neonfärger kunde framställas.
Stark trafikerade platser som Stureplan, Kungsgatan, Norrmalmstorg och korsningen Sveavägen/Kungsgatan var under 1940-, 1950- och 1960-talen populära för uppsättning av ljusreklam. På hörnbyggnaderna Centrumhuset och Hästhuvudet 13 finns fortfarande omfattande ljusreklam på husens fönsterbröstningar. Det fanns en särskild fastighet i fonden av Stureplan som var en speciellt attraktiv plats och det var Bångska palatset. Byggnadens läge gjorde att man såg fasaden över hela Stureplan, en bit in på Birger Jarlsgatan och längs hela Kungsgatan. 
Stureplan var Sveriges dyraste reklamplats och en fastighetsägare med fyra till fem skyltar på fasaden kunde få in en årshyra på runt 50 000 kronor på 1950-talet. Byggnaderna runt Stureplan var formligen tapetserade med lysande reklamskyltar. Här trängdes bland annat Gevaert-skylten, Lipton's té,  Marabou-skylten, Osram-skylten och Pommac-skylten. Även Stomatol, Luxor Radio och Kockums emalj var representerade på denna attraktiva reklamplats. Idag (2012) finns ingen reklam längre på Bångska palatset, bortsett från några enstaka ljusskyltar i höjd med bottenvåningens butiker.
Det kan tyckas förvånansvärt att Stockholms ljusreklam var tidvis fullt påtänd även under andra världskrigets nätter, när andra europeiska storstäder släckte och drog ner rullgardinen för att inte underlätta orienteringen i samband med  nattliga bombräder. Det fanns visserligen ett förbud mot ljusreklam och skyltfönsterbelysning vissa tider men det var inte av rädsla för flyganfall utan mera en moralisk pekpinne till svenska folket att hushålla med elkraft. Många var dock kritiska till restriktionen och ville “brassa på för fullt“ för att göra krigstillvaron lite angenämare.

## Rörliga skyltar

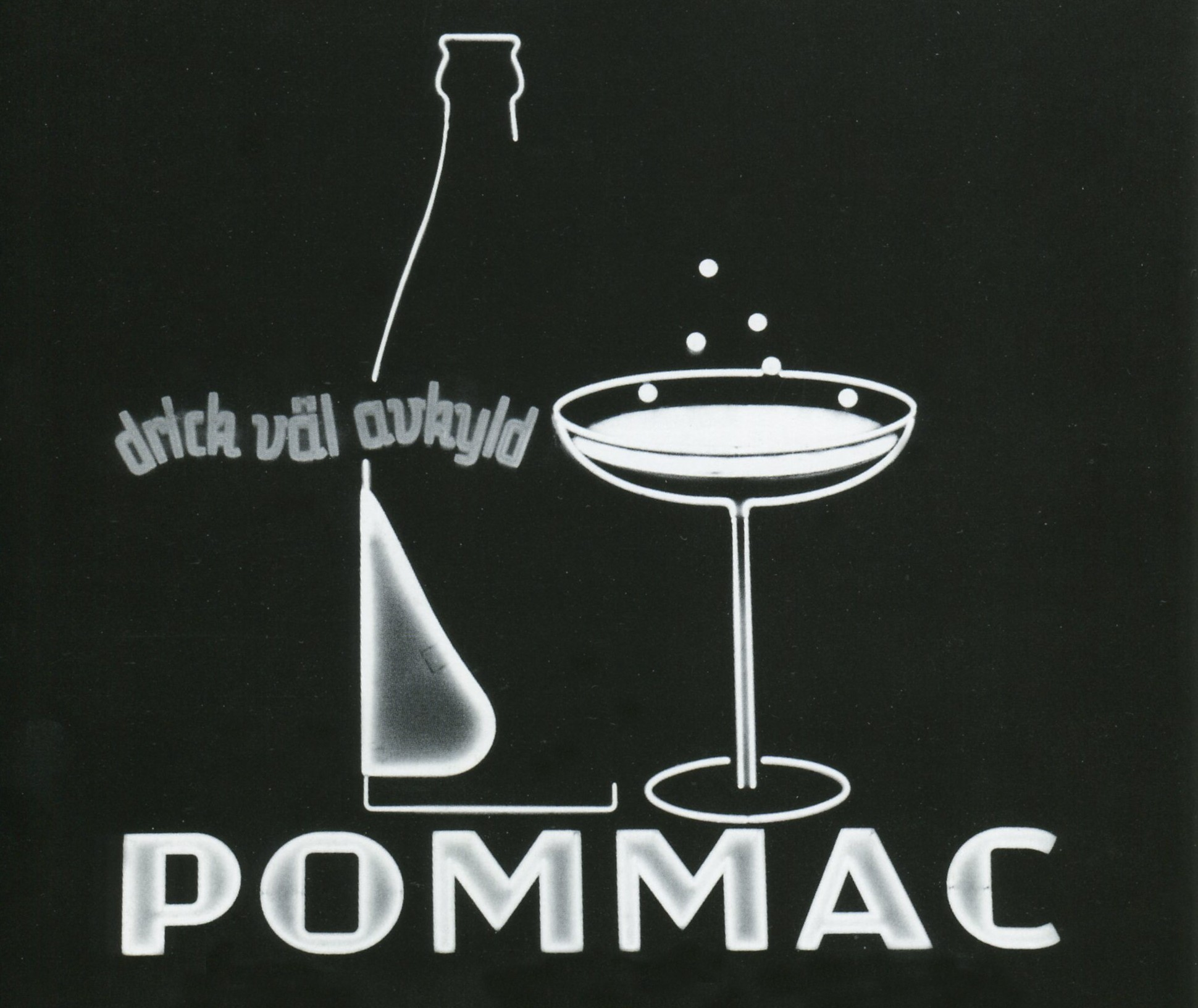
Pommac-skylten sent 1930-tal.

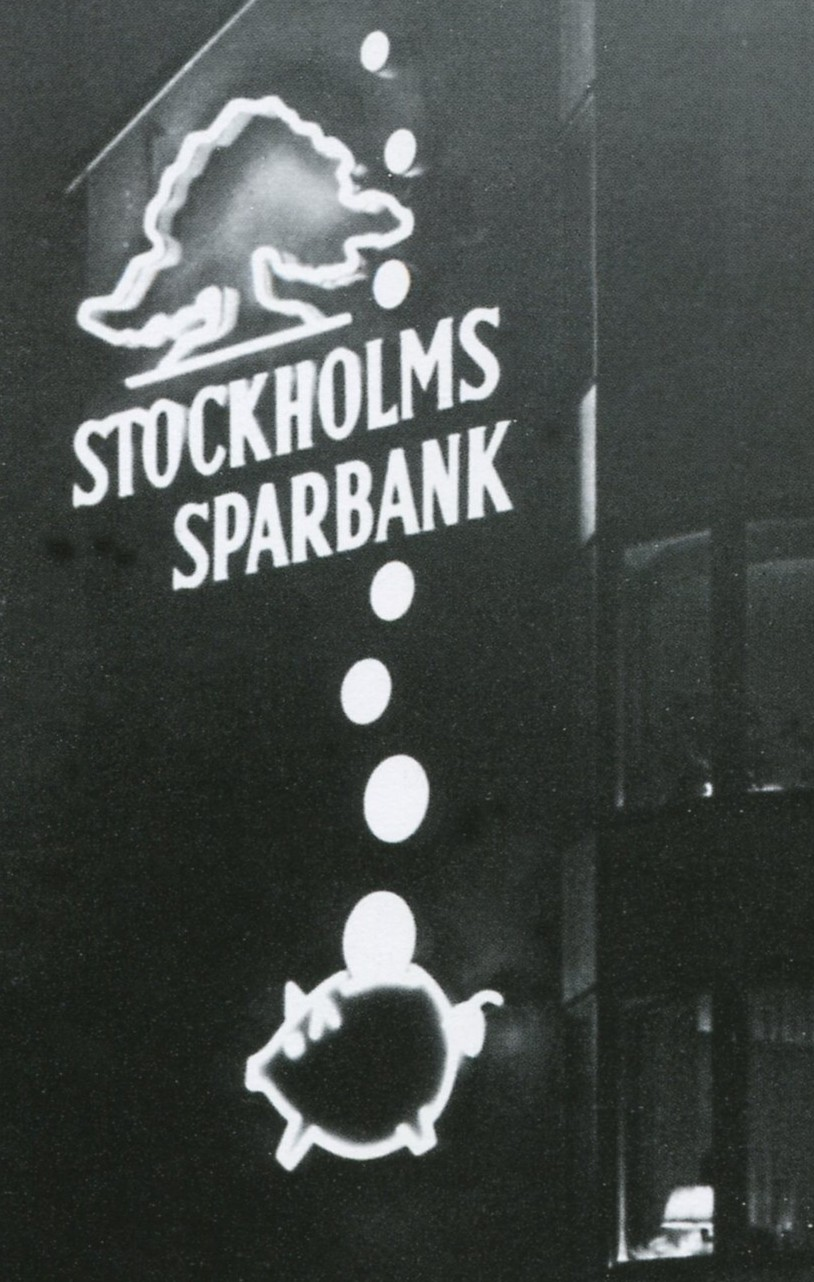
Sparbanksgrisen 1952.

Redan på tidig 1930-tal, när allt fler neonskyltar tändes och allt fler logotyper kom upp på Stockholms husfasader blev det nödvändig att sticka ut från mängden. Ett sätt var att kombinera reklamskylten med en klocka. En av de första som använde denna metod var troligen Stockholms-Tidningens neonreklam med en över två meter hög klocka på taket av Räntmästarhuset vid Slussen.
Lika populär var och är kombination reklamskylt och termometer. En av de mera uppmärksammade skyltarna av denna typ var Aftonbladets jättetermometer på Citypalatsets sydöstra hörn, som kom på plats strax före julen 1943. Den 14 meter höga termometern var ett tekniskt underverk för sin tid. I en skyddad bur på husets takterrass fanns över 80 kvicksilvertermometrar. På var och en satt en strömbrytare, som när gradantalet nådde upp till en viss nivå slog på strömmen till just det neonrör som visade motsvarande temperatur med streck och siffror på jättetermometern. Högst upp stod "Senaste nytt från Aftonbladet".
På SALK-hallen, en tennishall i Alvik i västra Stockholm, finns till och med både klocka och termometer. Klockan med tennisbollar som siffror och den runda termometern på hallens tak blev ett välkänt inslag i Stockholms stadsbild. Båda finns fortfarande på SALK-hallen trots att hallen efter en brand 1993 totalförstördes och återuppbyggdes.
Att gestalta en ljusskylt med en rörlig information eller låta hela skylten röra sig gav en extra dimension i reklamen. Den första rörliga glödlampsskylten var den för Stomatol från 1909 (se avsnittet “Glödlampsskyltar“). Den snurrande NK-klockan är ett exempel på en tidig rörlig neonskylt. NK-klockan med NK:s logotyp i grönt på ena sidan och en klocka i rött på den andra har en diameter av sju meter och var på sin tid Europas största roterande skylt. Den konstruerades och tillverkades 1939 av Ingenjörsfirman Teknik (ett dotterbolag till ASEA) under medverkan av Ruben Morne. Till en början satt den på Telefontornet vid Brunkebergstorg, 1953 togs den ner och fick 1964 sin nuvarande plats på NK:s tak.
Pommac-skylten från sena 1930-talet var en rörlig ljusreklam för läskedrycksfirman Pommac som fanns på en byggnad vid hörnet Biblioteksgatan och Lästmakargatan inte långt från Stureplan. Glaset med bubblor som steg mot himlen blev snabbt mycket populärt. Det lär ha funnits en liknande Pommac-skylt vid Norrmalmstorg.
En folkkär rörlig reklam fanns på en byggnad vid Gullmarsplan; Sparbankens spargris som skulle uppmuntra till att småspara i Stockholms Sparbank. Till höger om Sparbanks-eken i neon trillade med jämna mellanrum sju slantar ner i spargrisen genom att de tändes en och en med hjälp av ett programverk. Spargris-skylten ritades 1952 av Erik Lindström på Morneon och togs ner i början av 2000-talet. Spargrisens fallande slantar påminner mycket om Tuloskylten från 1955, som fortfarande är i funktion. Där ramlar nio halstabletter ner för fasaden av före detta Choklad-Tules fabriksfastighet vid Sankt Eriksbron på Kungsholmen. I början av 1990-talet gick skylten sönder och den nye ägaren Cloetta bestämde sig till en början för att inte reparera den, men fick vika sig för massiva protester från pressen och allmänheten.
DN-skylten är ytterligare en rörlig reklamskylt som finns sedan 1964 på DN-skrapan. Skylten är unik på flera sätt. Den är fast integrerad i byggnadens fasad och därmed beståndsdel av husets arkitektur. Huset liksom skylten ritades av arkitekt Paul Hedqvist. DN-skylten är även en av få stora reklamskyltar som finns i dubbla utföranden, en på DN-skrapans östsida och en på västsidan. Med sitt läge högst upp i byggnaden på cirka 80 meters höjd (ca 90 m ö.h.) syns den över stora delar av Stockholm både dag och natt och har därför blivit ett välkänt inslag i Stockholms stadslandskap.

### Bevarade rörliga skyltar
- Stomatolskylten
- NK-klockan
- Tuloskylten
- DN-skylten

## Ljusreklam och arkitektur

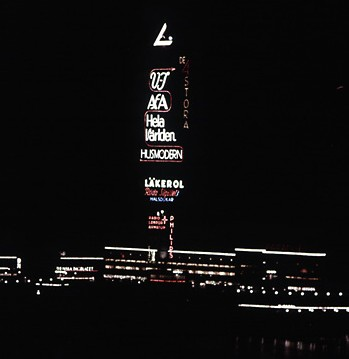
Reklammasten på Stockholmsutställningen 1930, färgfoto: Gustaf W. Cronquist.

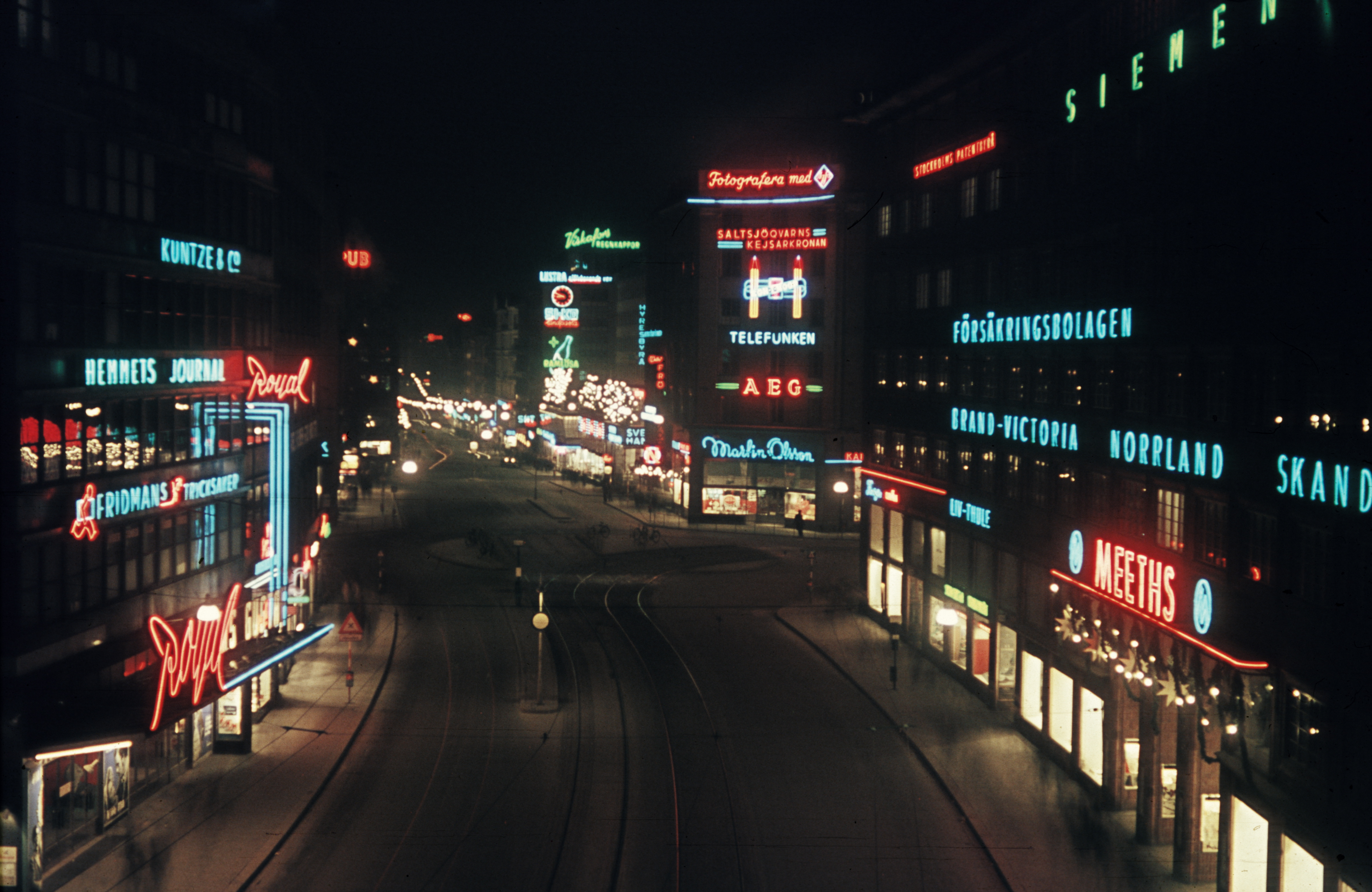
Kungsgatan 29 december 1944.

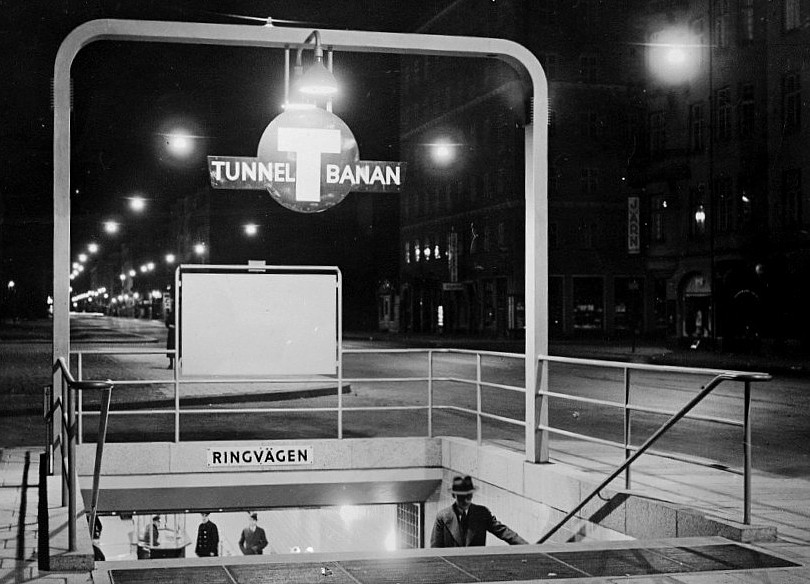
T-symbolen, Ringvägen, 1933.

Mot slutet av 1920-talet lanserades begreppet ljusarkitektur inte bara för inomhusbelysningen utan även för belysning, ljusskyltar och ljusreklam utomhus. För att en god ljusarkitektur på byggnader skulle fungera rent praktiskt blev det en faktor vid husets planering. Arkitekterna skulle bland annat ta hänsyn till plats för fasadskyltar utan att fönster täcks över. Elektriska installationer skulle vara förberedda så att man slapp dra synliga ledningar på huset i efterhand. Idéerna kom från Paris och New York men framför allt från Friedrichstrasse i Berlin.
Stockholmsutställningen 1930 räknas inte bara som genombrottet för funktionalismen i Sverige utan även för det riktigt stora genombrottet av neonskylten.  Ljuset i natten var en viktig del av utställningens koncept. Utställningsarkitekt var funktionalisten Gunnar Asplund. Stor uppmärksamhet rönte den 80 meter höga reklammasten med ljusreklam formgiven av arkitekten Sigurd Lewerentz. Högst upp på masten satt utställningens symbol, den lewerentzka vingen utformad som en glödlampsskylt i rött och gult. Därunder följde neonskyltar för bland annat tidskrifter, hemelektronik, kläder och läskedryck.
Stockholmsutställningen 1930 innebar en kraftig försäljningsökning för neontillverkarna och krav på fler färger än rött, grönt och blått. Neon hade även accepteras av funktionalismens arkitekter som ett modernt uttrycksmedel. Exempelvis fanns en omfattande ljusreklam på Esselte-husets och Citypalatsets släta fönsterbröstningar, båda husen var formgivna av modernisten Ivar Tengbom (se Esseltehusets ljusskyltar). 
Även Centrumhusets (invigd 1931) fasader vid korsningen Kungsgatan/Sveavägen ("Ströms hörna") och hörnet mittemot, den så kallade Kalas-hörnan, har i alla tider nyttjas för omfattande ljusreklam. De konkav gestaltade fasaderna mot korsningen Sveavägen är än idag en av Stockholms tätaste platser för neonreklam medan långfasaderna är numera renrakade från all reklam. Enbart Svensk Filmindustris runda, röda skylt på Centrumhuset har överlevt.
T-symbolen för Stockholms tunnelbana skapades redan 1933 av konstnären Kalle Lodén. Han ritade bokstaven T i en cirkel. På natten belystes skylten. 1953 kom en tresidig plåtskylt och 1958 en tresidig lykta med konkava sidor i vit genomskinlig plast. Den tändes 1958 för första gången vid ingången till Stockholms tunnelbanestationer. T-symbolen används än i dag för att markera entréerna och är Stockholms mest spridda ljusskylt. 2013 nominerades den lysande T-symbolen till årets Lysande skylt. Juryns motivering: ”I andra metropoler syns U och M men Stockholm visar världsklass med ett stilrent T i blått. Tunnelbanans första T skapades redan 1933. Sedan 1950-talet är T-symbolen en vägvisande lysande lampa. T fyller 80 i år.”

## Kritik och acceptans

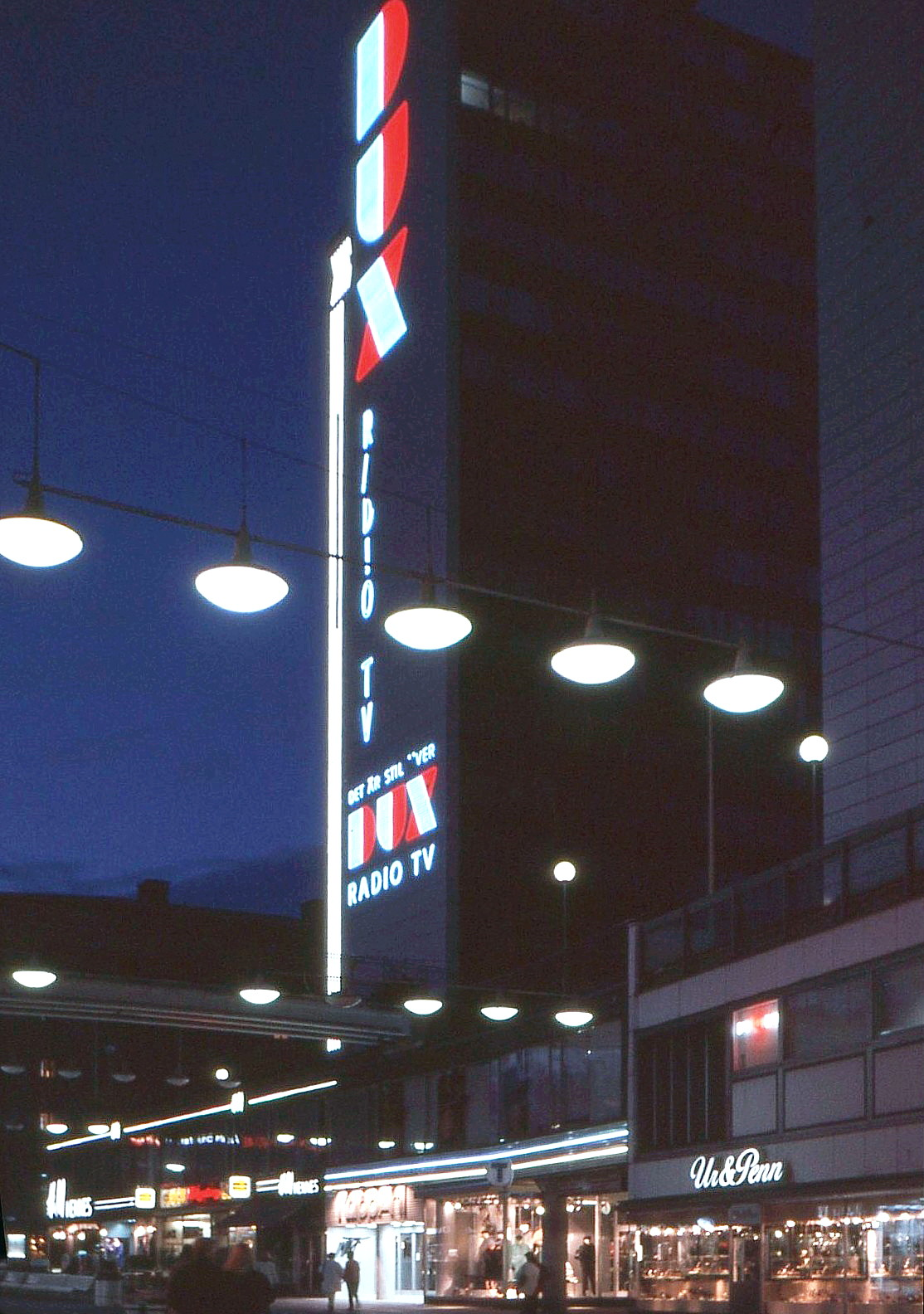
DUX-skylten 1966.

Redan tidigt började man debattera ljusreklamen. Medan många ansåg att den var ett trevligt inslag i stadsbilden, gav en storstadsfläkt och upplyste tidigare skumma platser, fann andra att det grälla ljuset skulle bort från gatorna. Överståthållarämbetet var mycket restriktivt med att ge tillstånd för uppsättning av reklamskyltar.
De som var kritiska talade om "optiskt oväsen", "nedsättning av skönhetsvärden" och om "förfulning av husfasader". Neonljuset ansågs vara vulgärt, skrikigt och ilsket. 
Så småningom tystnade den negativa inställningen och ljusreklamen blev accepterad som en del an storstadens puls. Skyltdesignen utvecklades också och förde med sig att skyltarna blev lättlästa och estetiskt tilltalande även i dagsljus. I september 1926 bildades Svenska Föreningen för ljuskultur, som sedermera fick stor betydelse för spridningen av belysningen i Sverige. I början av 1930-talet skrev Svenska Dagbladets redaktör Gotthard Johansson om det nya ljuset i storstaden bland annat:
| ” | I den moderna storstaden spelar ljuset en helt annan roll. Det är inte längre gatlyktornas mjuka stämningslyrik som anger tonen, utan ljusreklamens hetsiga dramatik. […] Stadens nya ljus äro de rörliga jätteannonserna, som ritas av osynliga händer ovan hustaken, och de självlysande fasaderna. […] Ljuset är inte bara ett moment i stadsbilden, det är sin egen stadsbild. | „ |

Under hela 1950- och 1960-talen fortsatte antal gamla och nya ljusskyltar att ligga på en hög nivå och de var en viktig del i marknadsföringskoncepten av svenska företag. I slutet av 1950-talet investerades svenska företag cirka 17 miljoner kronor i ljusreklam, det motsvarade ungefär 10 mil neonrör eller 5000 skyltar. I Stockholm skulle man allt högre upp och bli allt större med neonreklam. Så var det ursprungligen meningen att ha ljusreklam på samtliga fem Hötorgsskraporna, men bara DUX-skylten kom upp. Skylten hade ritats av husets arkitekt; David Helldén och Philips Neon tillverkade den. Den innehöll över en kilometer neonrör i röda, vita och blåa färger och var då Europas största ljusreklam. Den 24 augusti 1960 tändes skylten av Stockholms Mälardrottning och 1994 togs den ner. Idag saknas den av bland annat den rivningskritiske stockholmskännaren Harald Norbelie.

## Nedgång och omvärdering

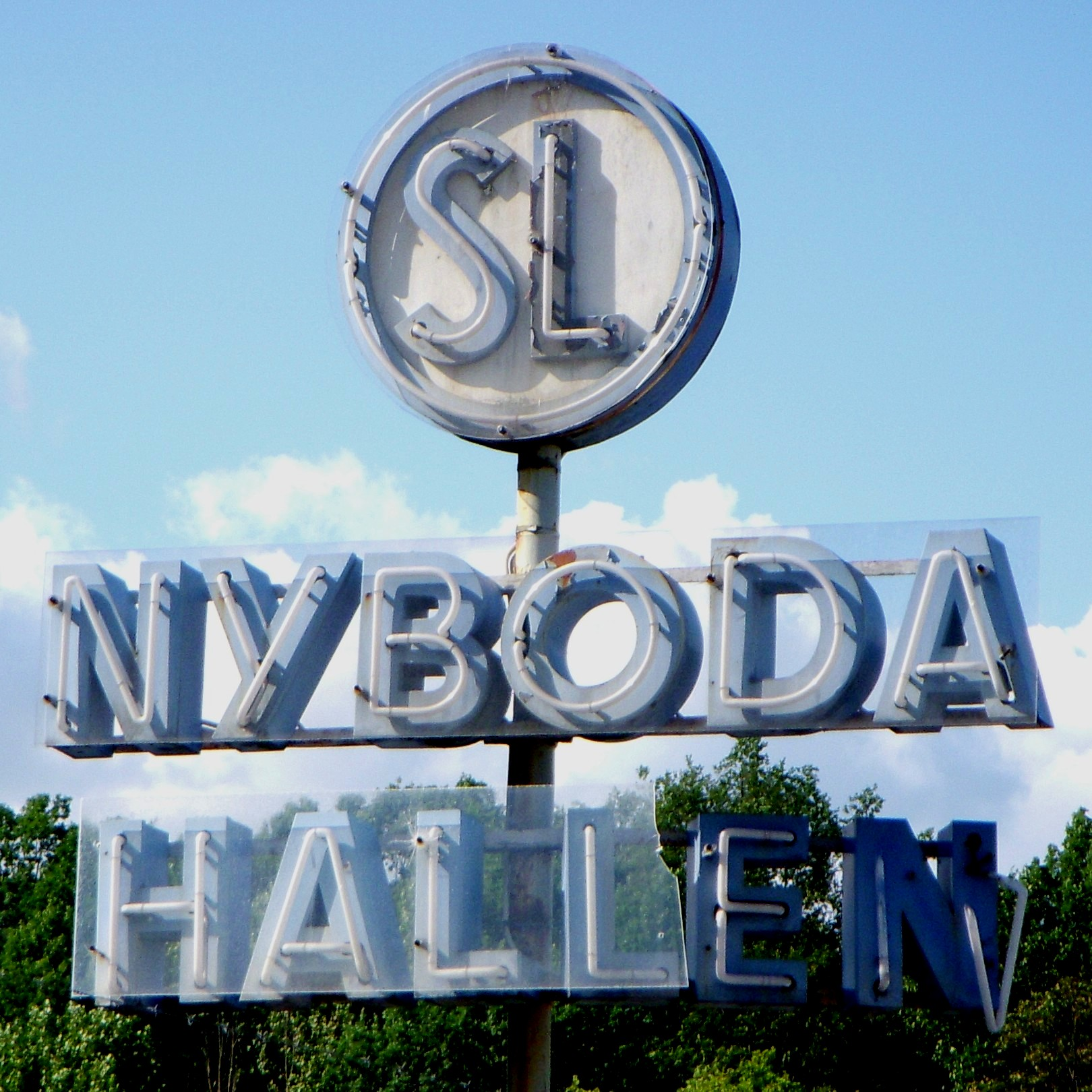
Nybodahallens skylt i förfall.

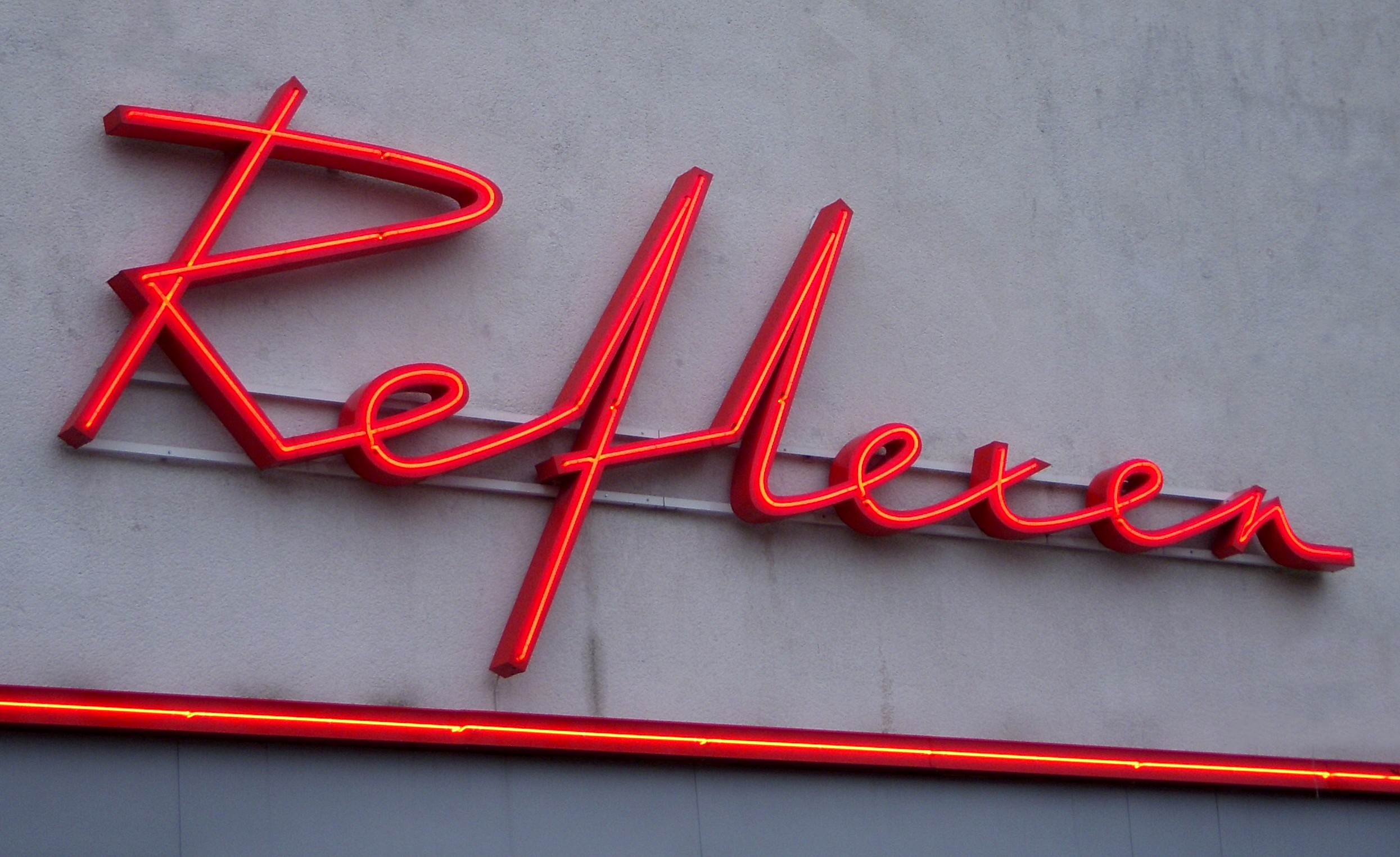
"Reflexen" prisbelönt 2006.

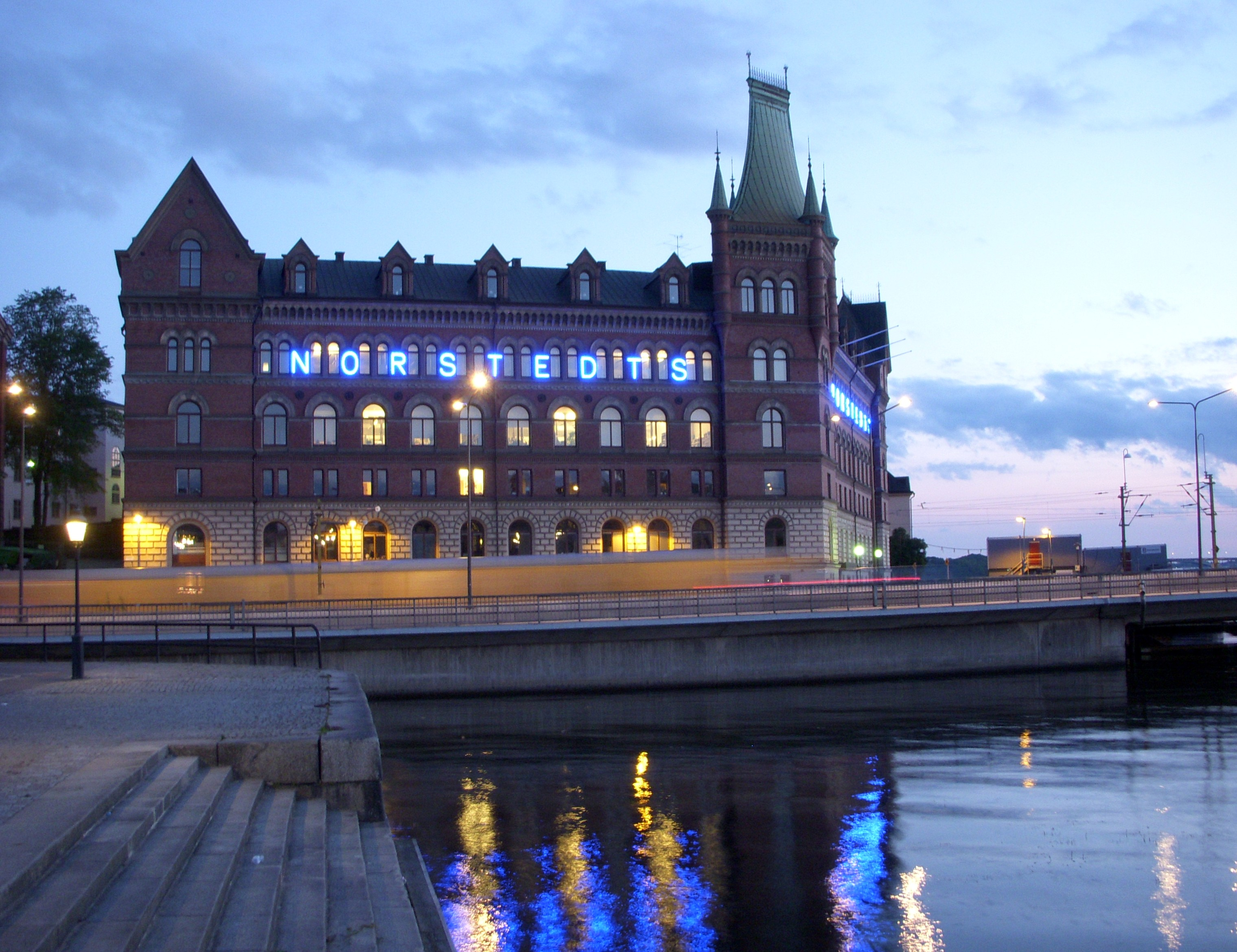
"Norstedts", Årets skylt 2006.

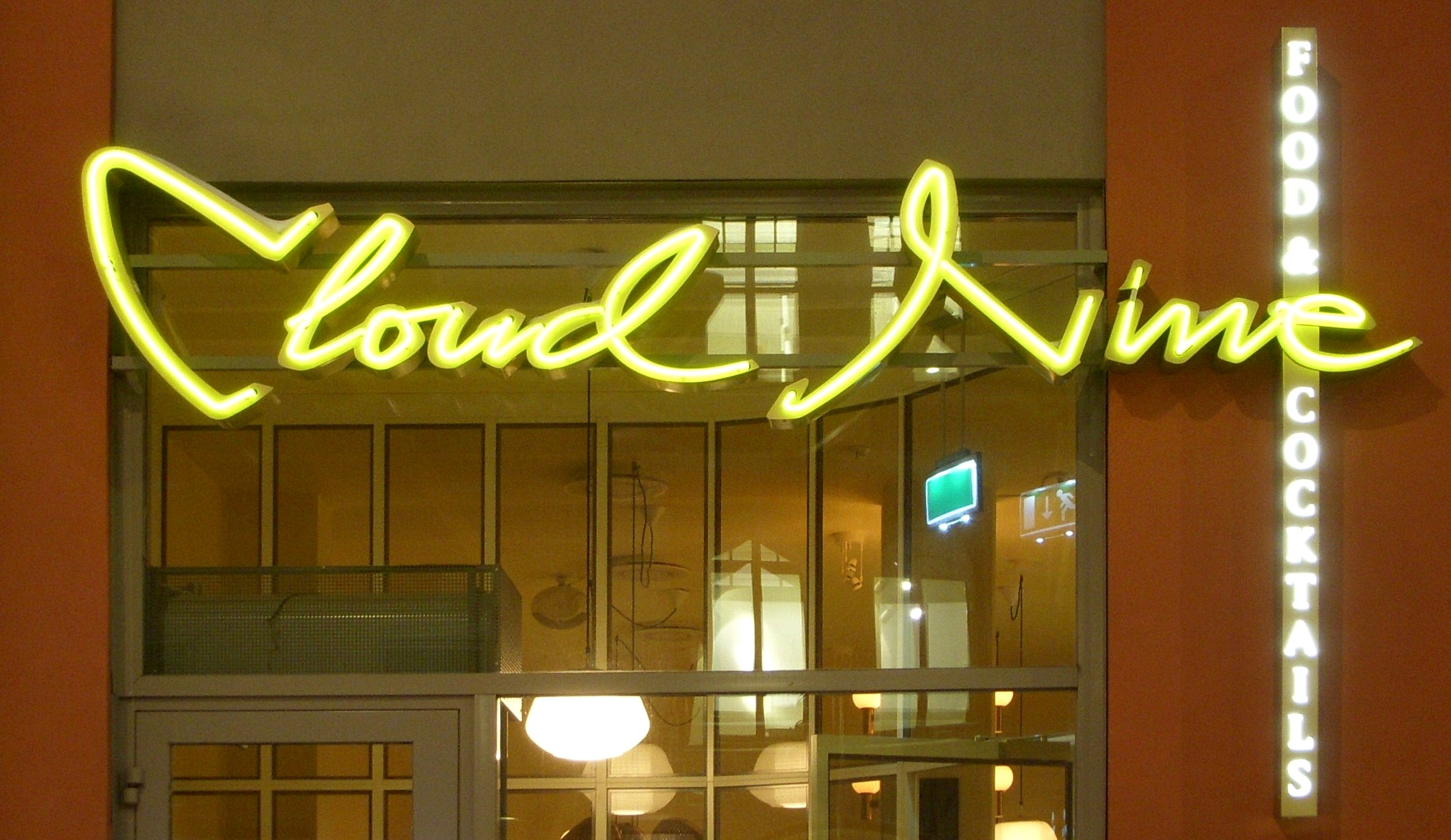
"Cloud Nine", Årets skylt 2009.

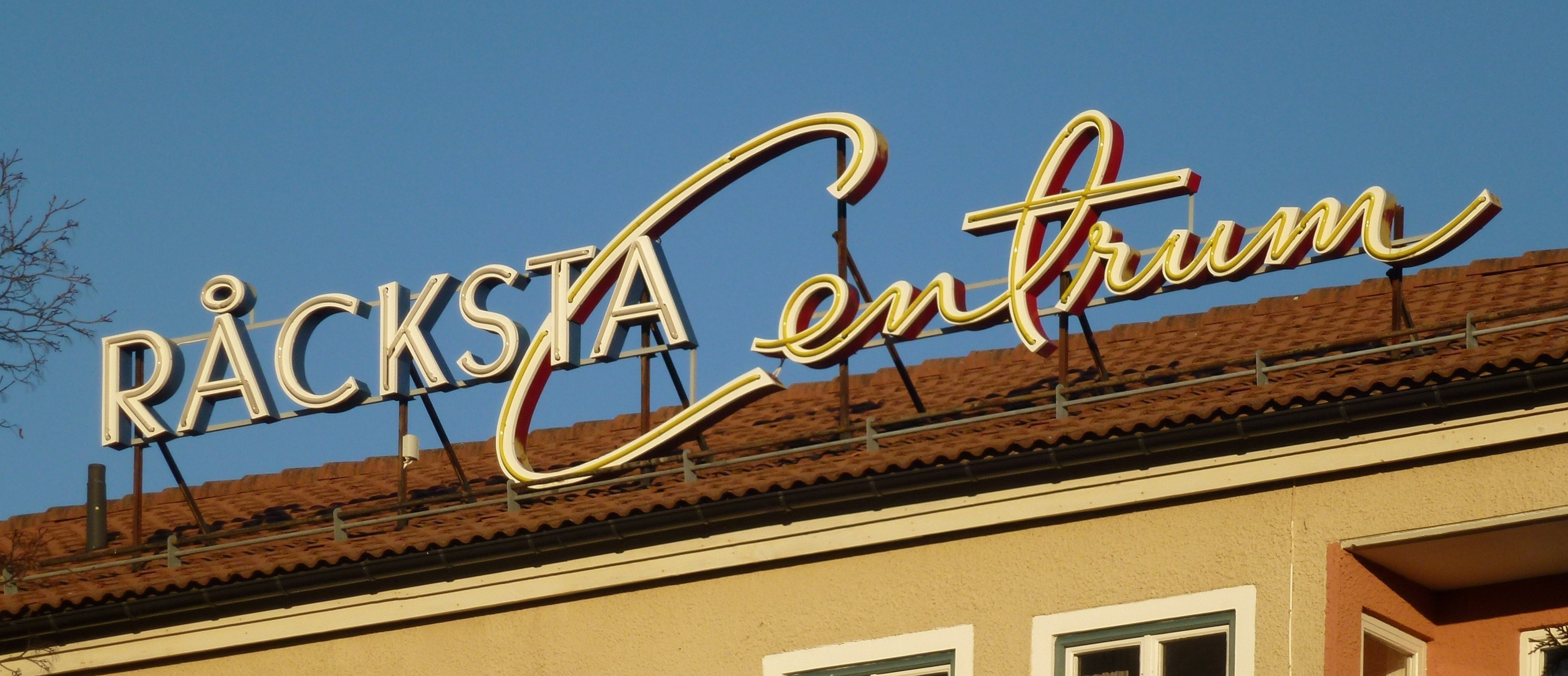
"Råcksta Centrum", Lysande skylt 2012.

Under slutet av 1960-talet och under 1970-talet började en nedgång av reklam med lysande skyltar. Anledningarna var flera; reklam överhuvudtaget blev något fult och inte helt rumsrent. Helst skulle konsumenterna bara informeras och upplysas genom statliga Konsumentverket. Sedan kom oljekrisen 1973 med totalstopp för ljusreklam. Även biografdöden innebar att många färgglada neonskyltar försvann från Stockholms gator.
Under 1980-talet gjorde neonskylten comeback såväl inomhus som utomhus och en del skyltklassiker i Stockholm räddades efter livliga protester från att hamna på soptippen, bland annat Stomatolskylten, Draken-skylten och Tulo-skylten.  
År 1997 bildades den ideella föreningen Stadsljusgruppen med syfte att uppmärksamma och därigenom skydda äldre ljusreklam. Stadsljusgruppen var initiator till Stadsmuseets neonskyltsinventering 1998 och utmärkelsen Lysande skylt. I samband med Stockholm som Europas kulturhuvudstad år 1998 instiftades priset Stockholms skyltpris för Stockholms vackraste skylt, som sedan dess utdelats årligen. Förutom "Årets skylt" utdelas även "Årets hedersomnämnande". Priset går till helt nya skyltar och hedersomnämnandet även till renoverade äldre skyltar. Priset skall stimulera skyltmakare och designer till att höja nivån på stadens skyltar.
År 2011 nyinstiftade Stadsmuseet i Stockholm priset Lysande skylt för Stockholms snyggaste klassiska ljusreklam. Stadsmuseet vill med utmärkelsen Lysande skylt visa museets uppskattning och hylla dem som äger och vårdar klassisk ljusreklam. Första pristagaren blev Tuloskylten vid Sankt Eriksbron och år 2012 belönades neonskylten Råcksta Centrum, en annan 1950-tals klassiker i förorten Råcksta.
De stora reklambildskärmar som syns allt oftare i Stockholms innerstad och även längs stadens infartsvägar möter samma skepsis som neonskylten en gång gjorde på 1920-talet. Men ljusreklam i form av vackra, hantverksmässig gestaltade skyltar, både gamla och nya är däremot numera helt accepterade som en del av vårt kulturarv. I företalet till Ruben Mornes bok "Neon & Ljusskyltar" från 1998 skriver förre stadsarkitekten Per Kallstenius bland annat följande:
| ” | Idéer utvecklas om kolossala bildskärmar och displayer som kan förmedla ett rastlös växlande av ljusstark budskap. Vilken relevans har då hantverket i klassiskt glasblåseri och det magiskt skimrade neonljuset? Svaret blir att precis så värdefulla som byggnader och platser så har sådana vackra ljusskyltar blivit en del av det konstnärlig gestaltades stadsrummet. […] Den lysande skylten i stadsrummet har nu blivit en del av vår kulturhistoria. | „ |

Med tanke på att fler klassiska skyltar, som Sparbanksspargrisen med mynten vid Gullmarsplan och DUX-skylten på Hötorsskrapan 1 försvunnit från Stockholms stadsbild efterlyste stadsbyggnads- och fastighetsborgarråd i Stockholms stad, Kristina Alvendal i augusti 2009 en tydlig ansvarsfördelning så att skyltar inte bara släcks och tas ner. Hon föreslår därför att stadsbyggnadskontoret dels utreder vem som bär ansvaret för skyltarna, dels tar fram en strategi för hur de gamla reklamskyltarna skall bevaras.

Stockholmsjournalisten Harald Norbelie värnar om Stockholms klassiska neonskyltar och vill ha mer ljus i staden. Han skriver bland annat i sin bok "Hänt och känt på Kungsholmen - Neon":
| ” | Låt det spraka om staden! Särskilt under det mörka halvåret är stadens eget ljus tryggt och värmande. Ljus från lägenheter, restauranger, skyltfönster och neon. Det ger liv och spänning. En stad i ljus! Med mer neon! | „ |

## Bestämmelser
Enligt Plan- och bygglagen krävs bygglov för uppsättning eller ändring av skyltar eller ljusanordningar inom ett planlagt område. Vidare skall skyltar ha en god helhetsverkan i färg och form och skall ta hänsyn till stadsbilden. De skall inte heller störa trafiksäkerheten. Stockholms stadsbyggnadsnämnd menar dessutom att skyltningen skall ske i samklang med stadsbilden och att skyltkonstruktionen skall vara av hög kvalitet. För vissa områden i Stockholm har stadsbyggnadskontoret utarbetat ett så kallat skyltprogram som tar hänsyn till områdets ålderskaraktär och eventuell kulturhistorisk klassificering.
Klassiska ljusskyltar går inte att skydda genom exempelvis k-märkning, något som fastighetsborgarrådet Kristina Alvendal vill ändra på. På söndag 22 november 2009, då Stomatolskylten firade 100-årsjubileum, ägnades en halv dag på Stadsmuseet i Stockholm åt Stomatolskylten. Den folkkära skylten kan när som helst plockas ner av fastighetsägaren. Får Kristina Alvendal som hon vill kommer det att krävas rivningslov för att montera ner den lysande tandkrämstuben.

## Några skyltklassiker i urval

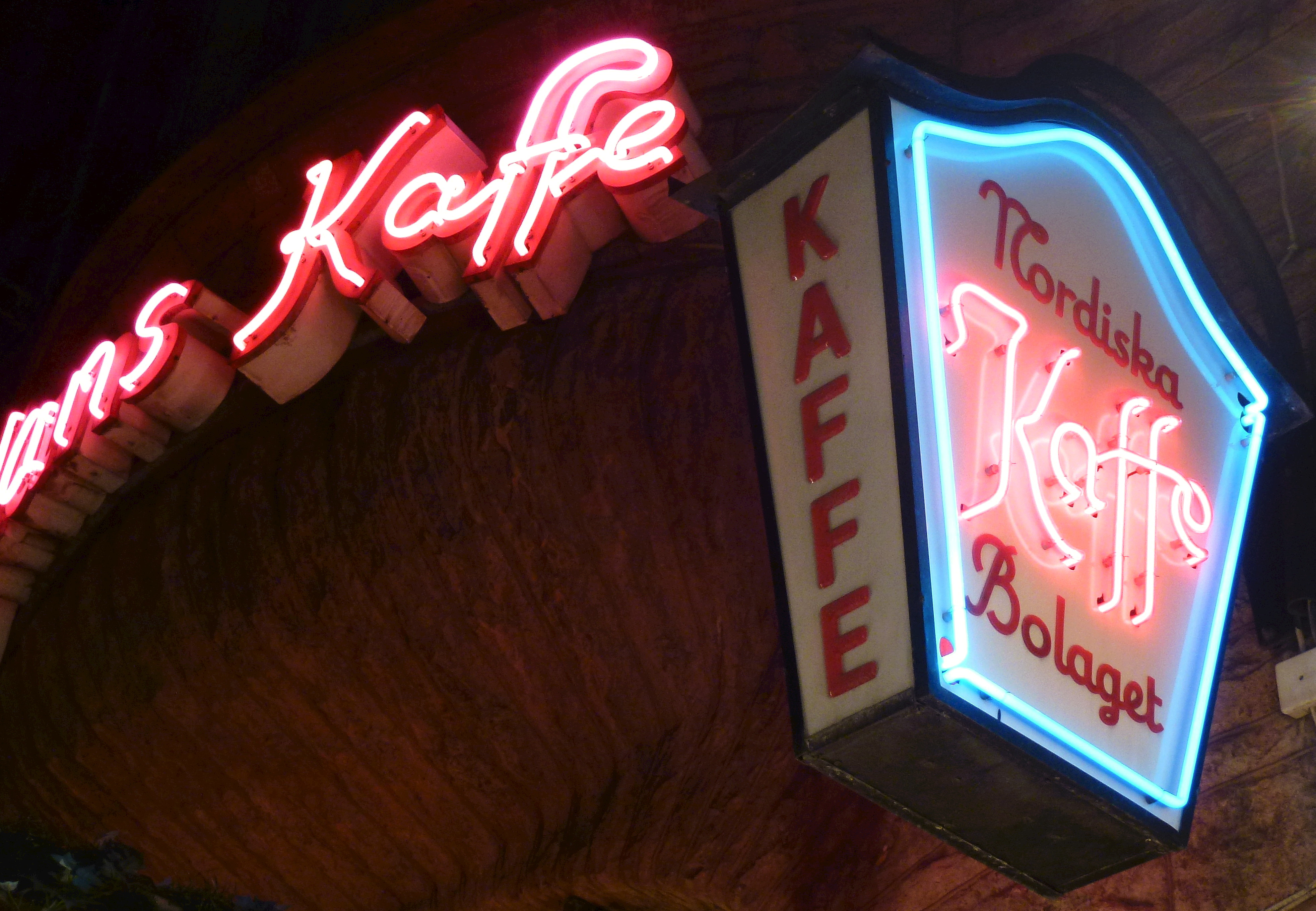
Sibyllans Kaffe & Tehandel
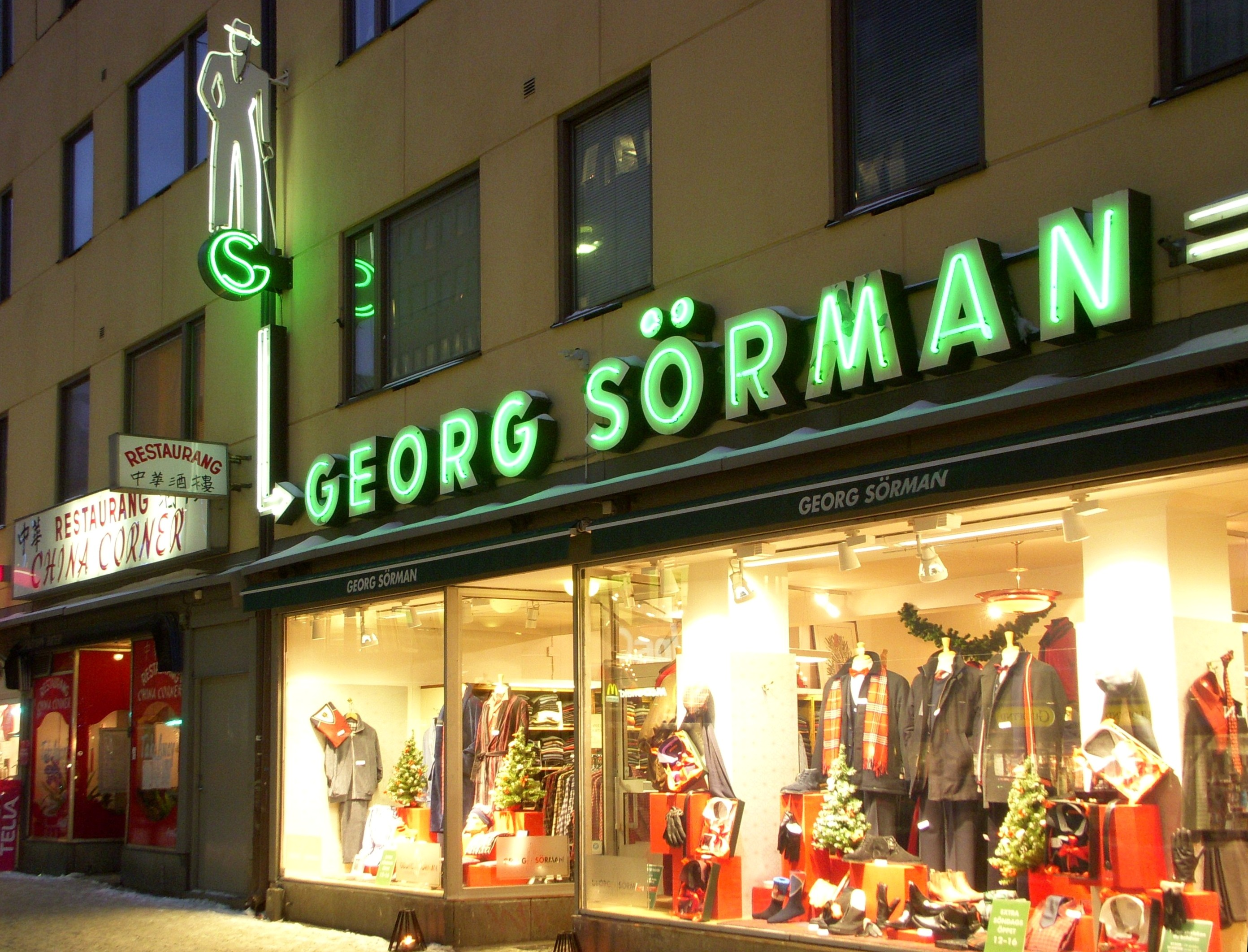
Sörman-skylten
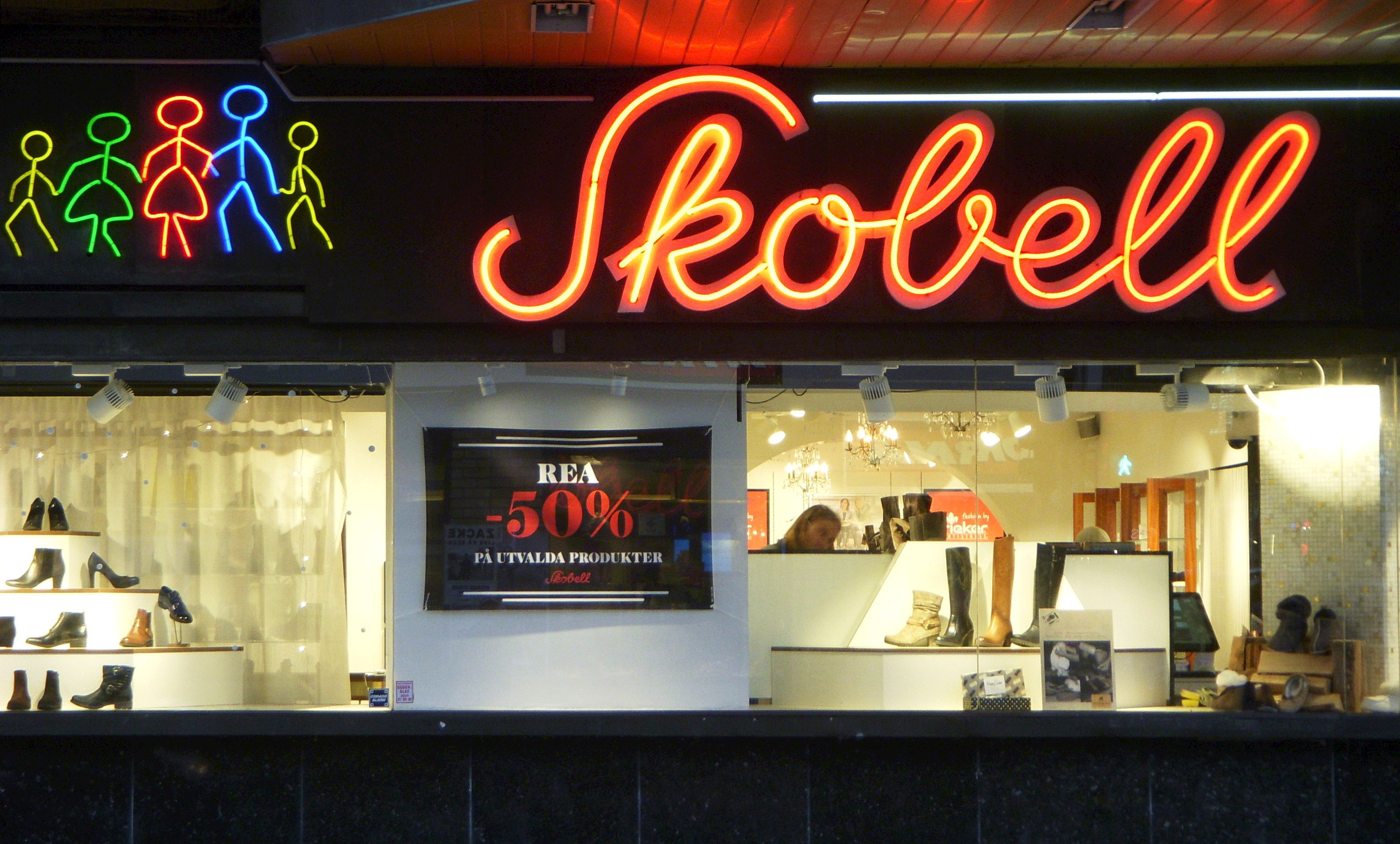
Skobell
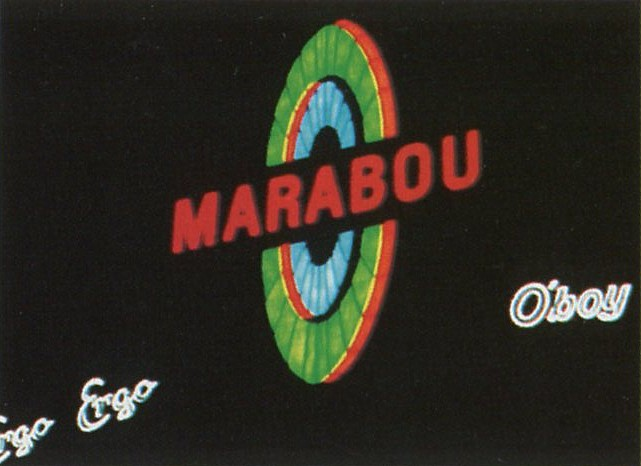
Marabou-skylten
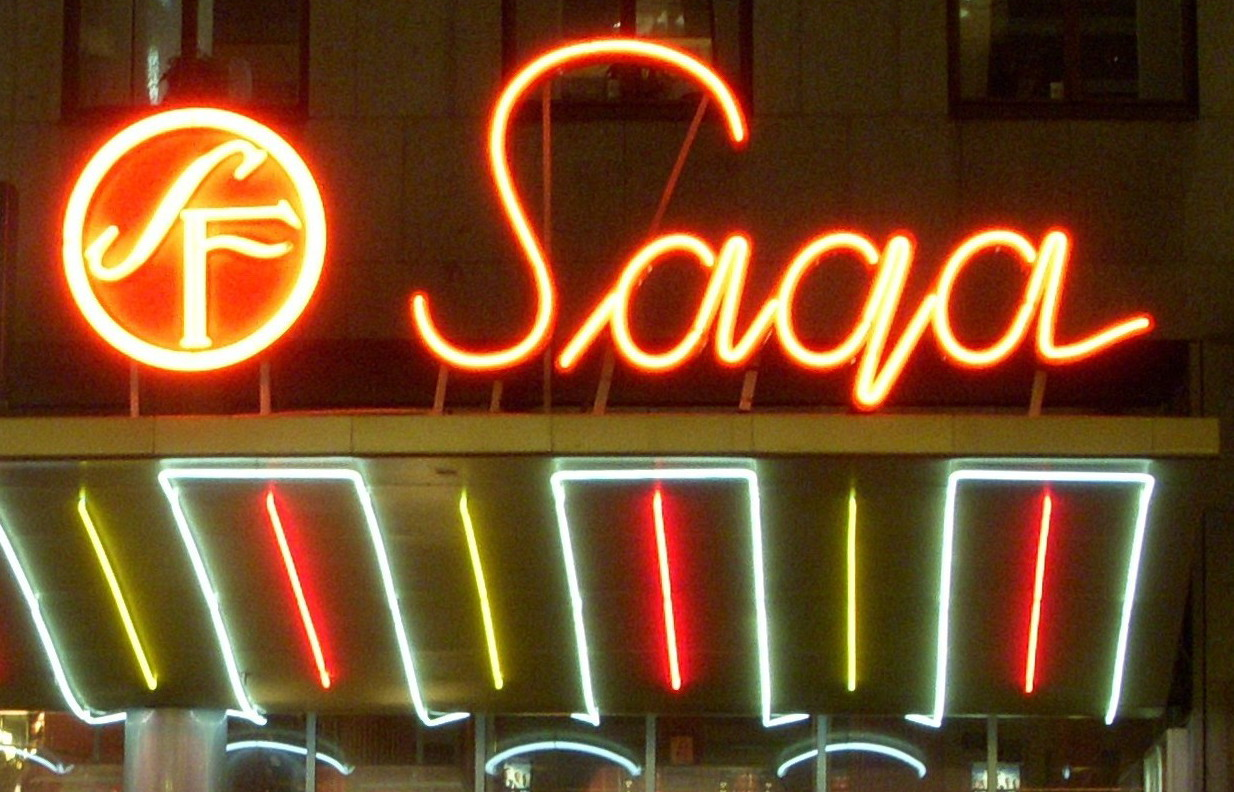
Saga-skylten
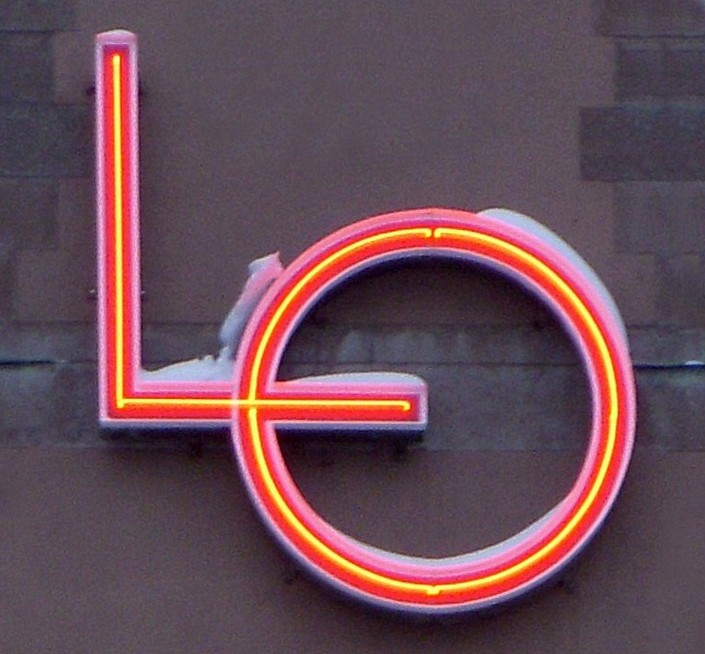
LO-borgen
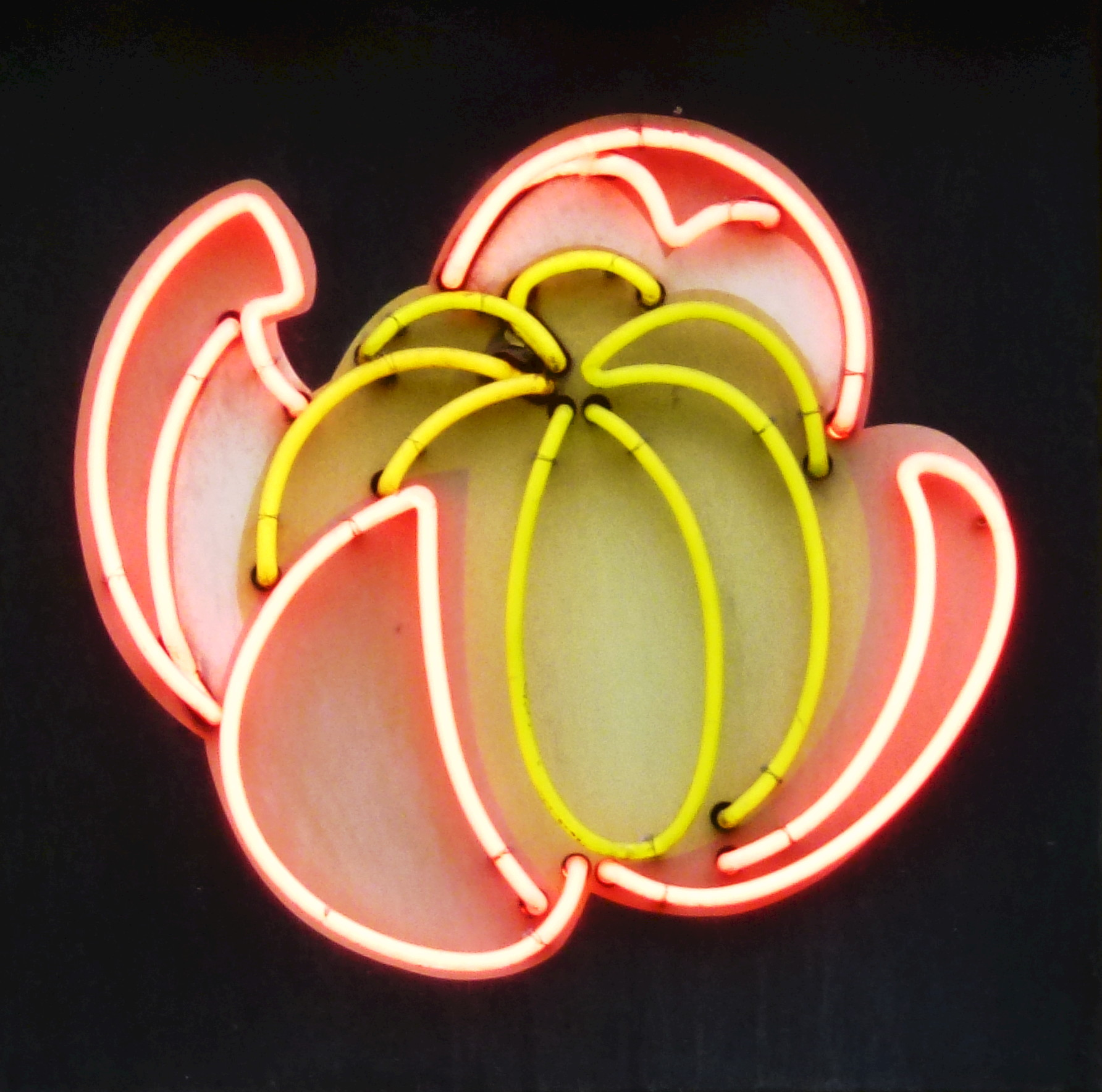
Karla frukt
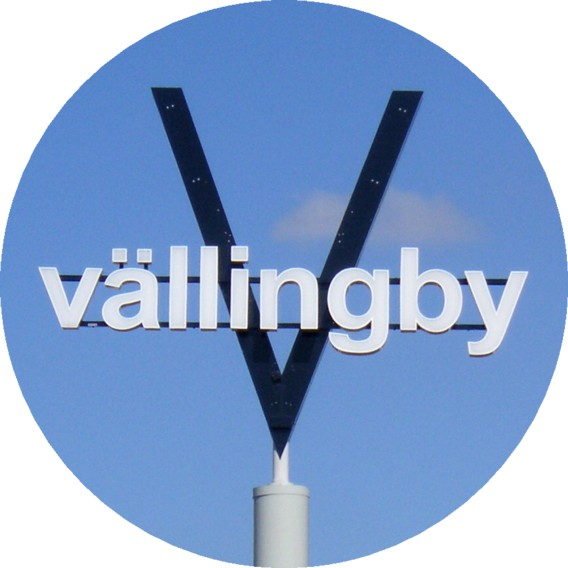
Vällingby centrum
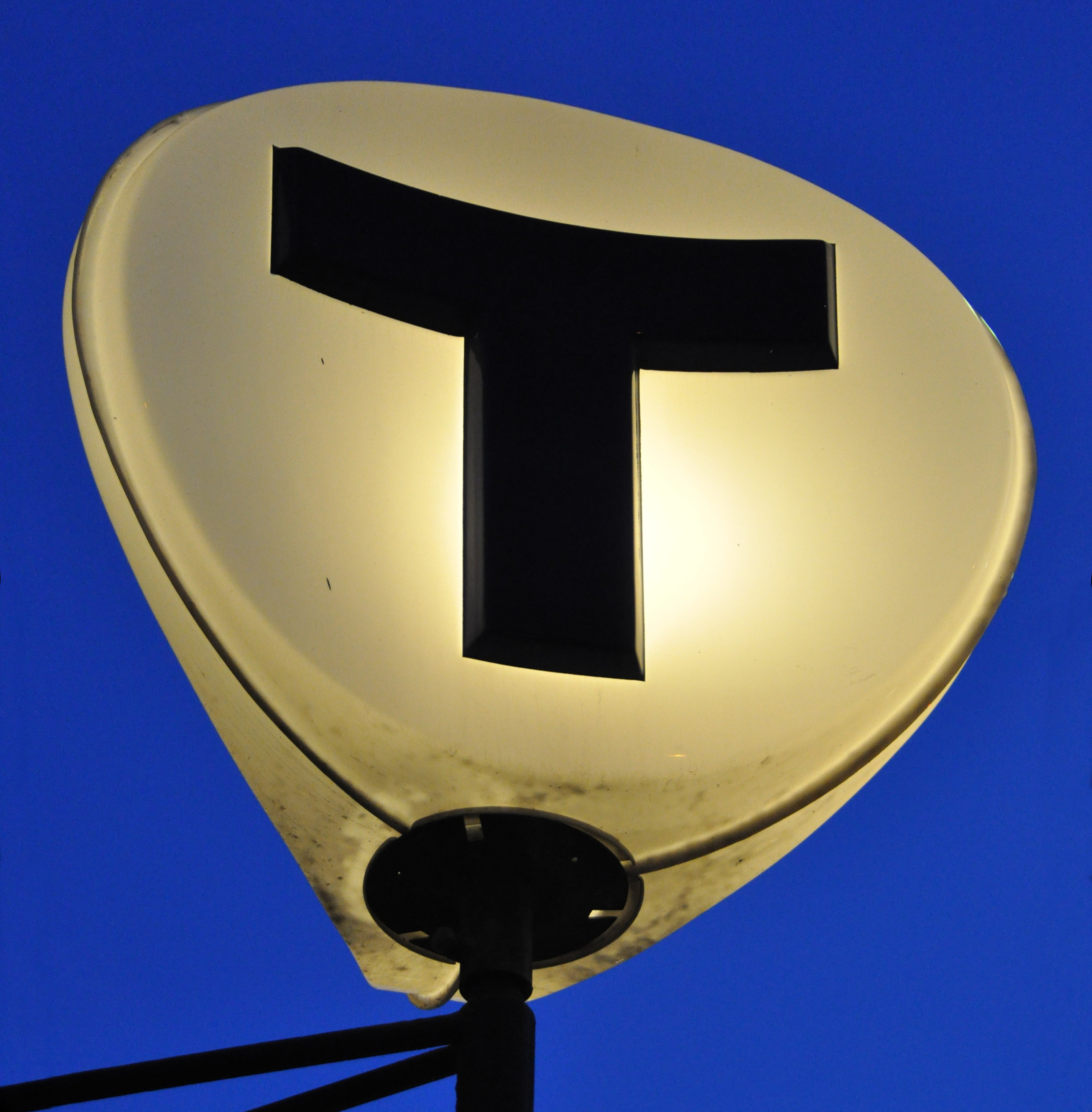
T-symbolen
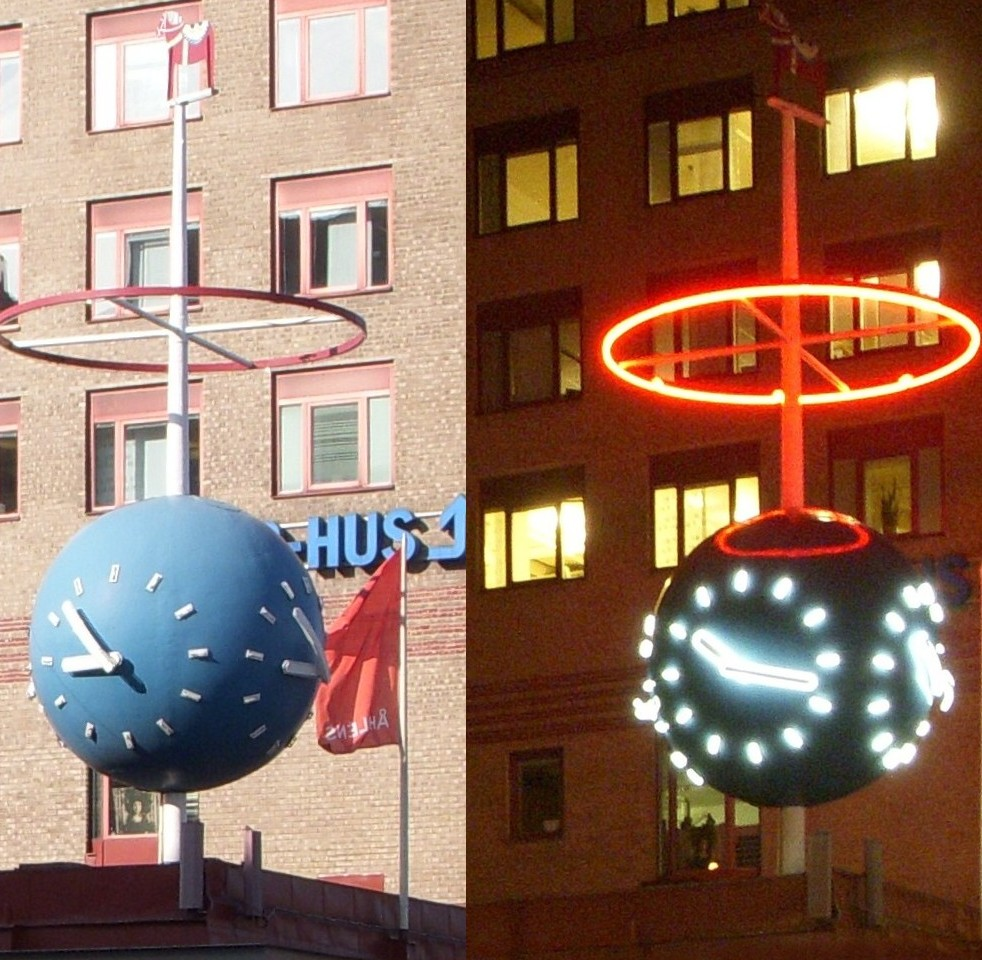
Åhlénsklockan
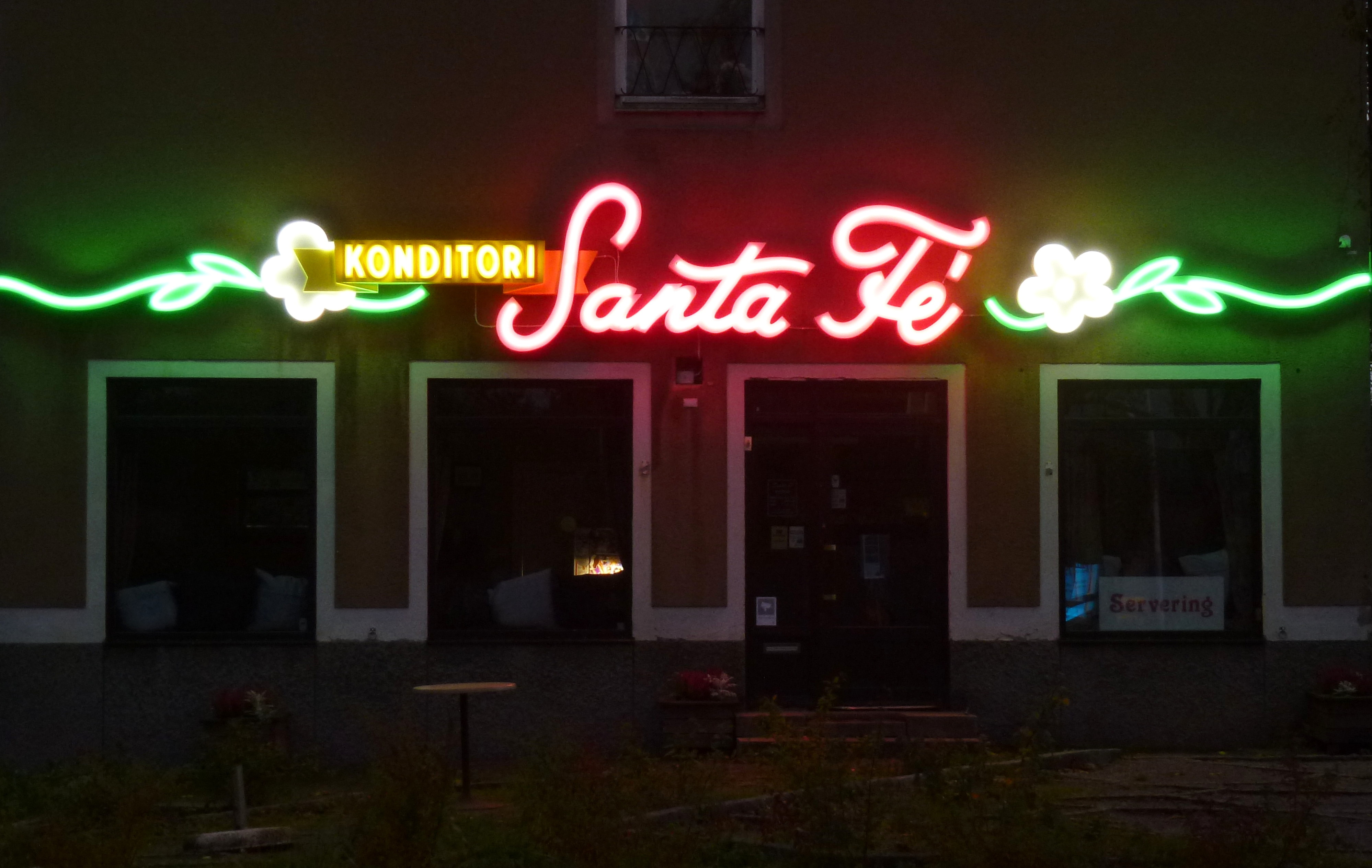
Konditori Santa Fé
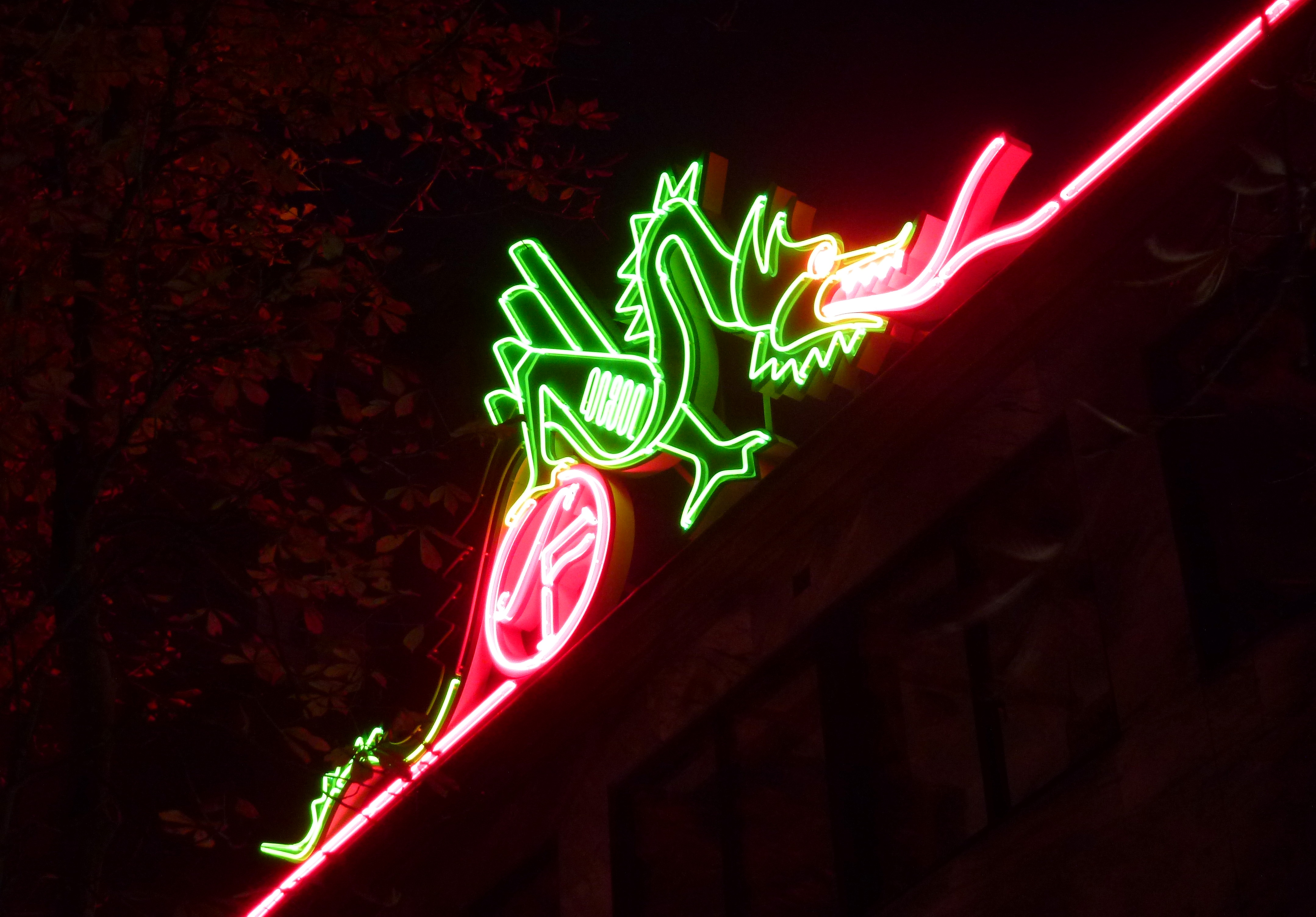
Draken-skylten
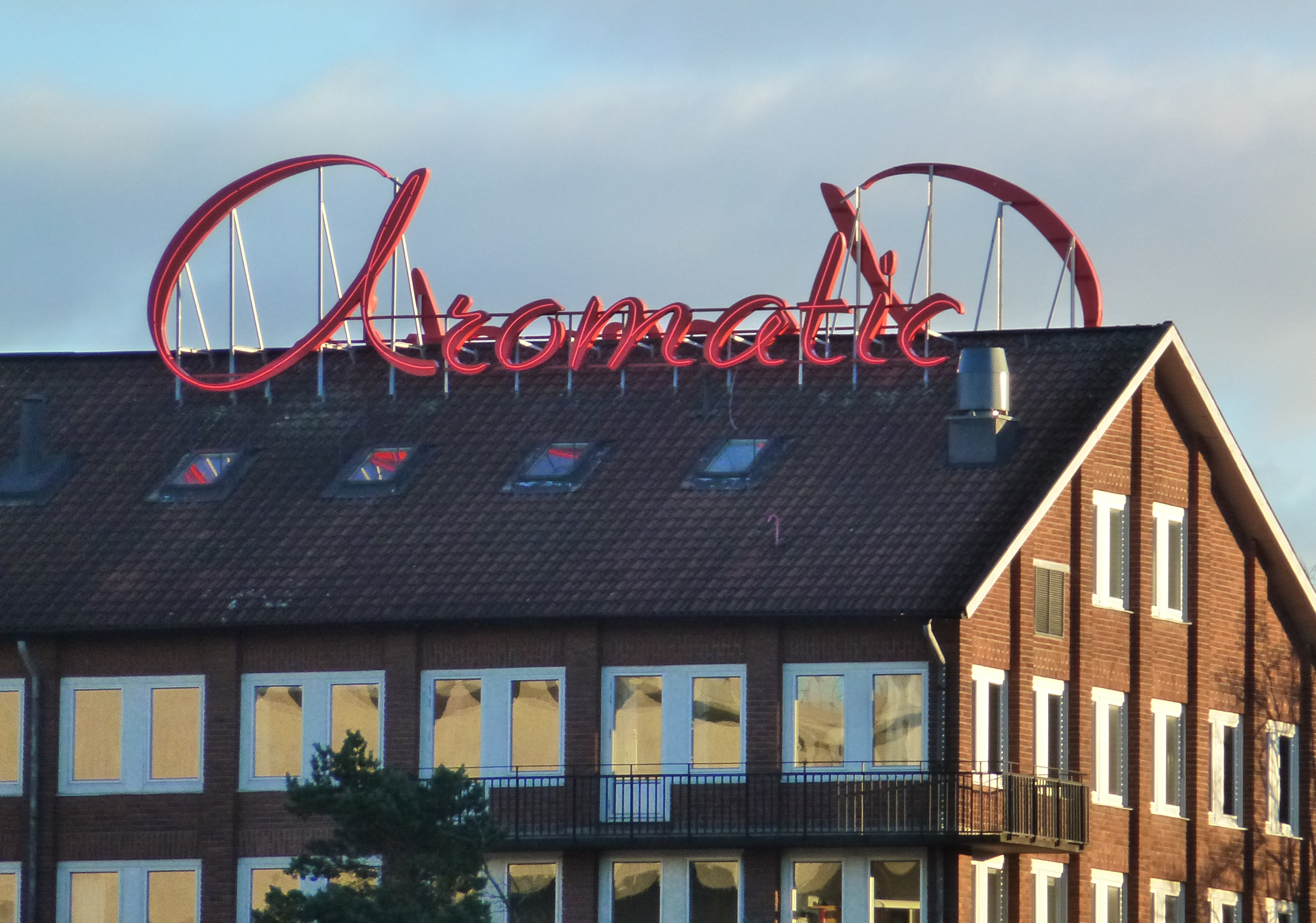
Aromatic-skylten
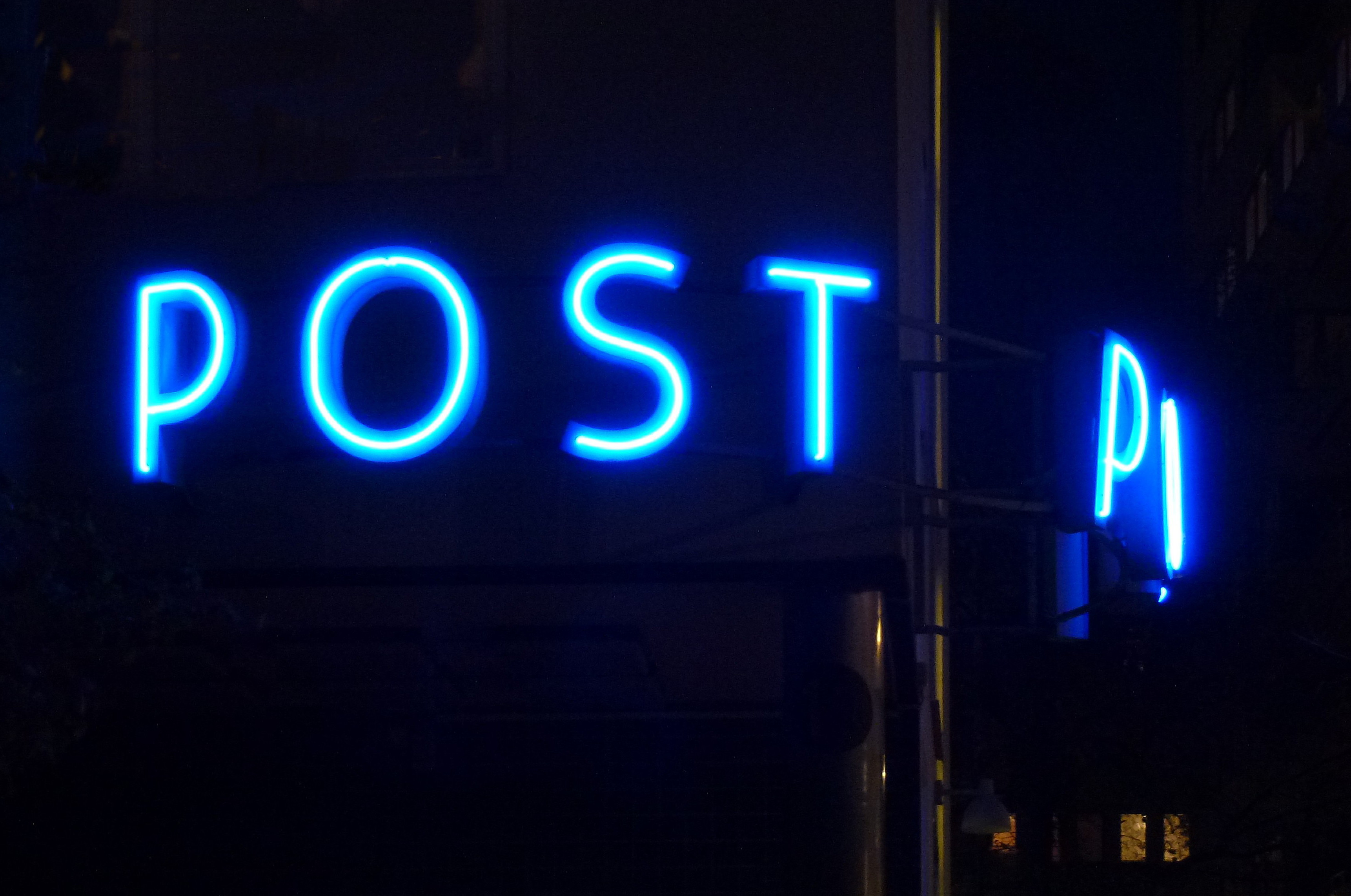
POST-skylten
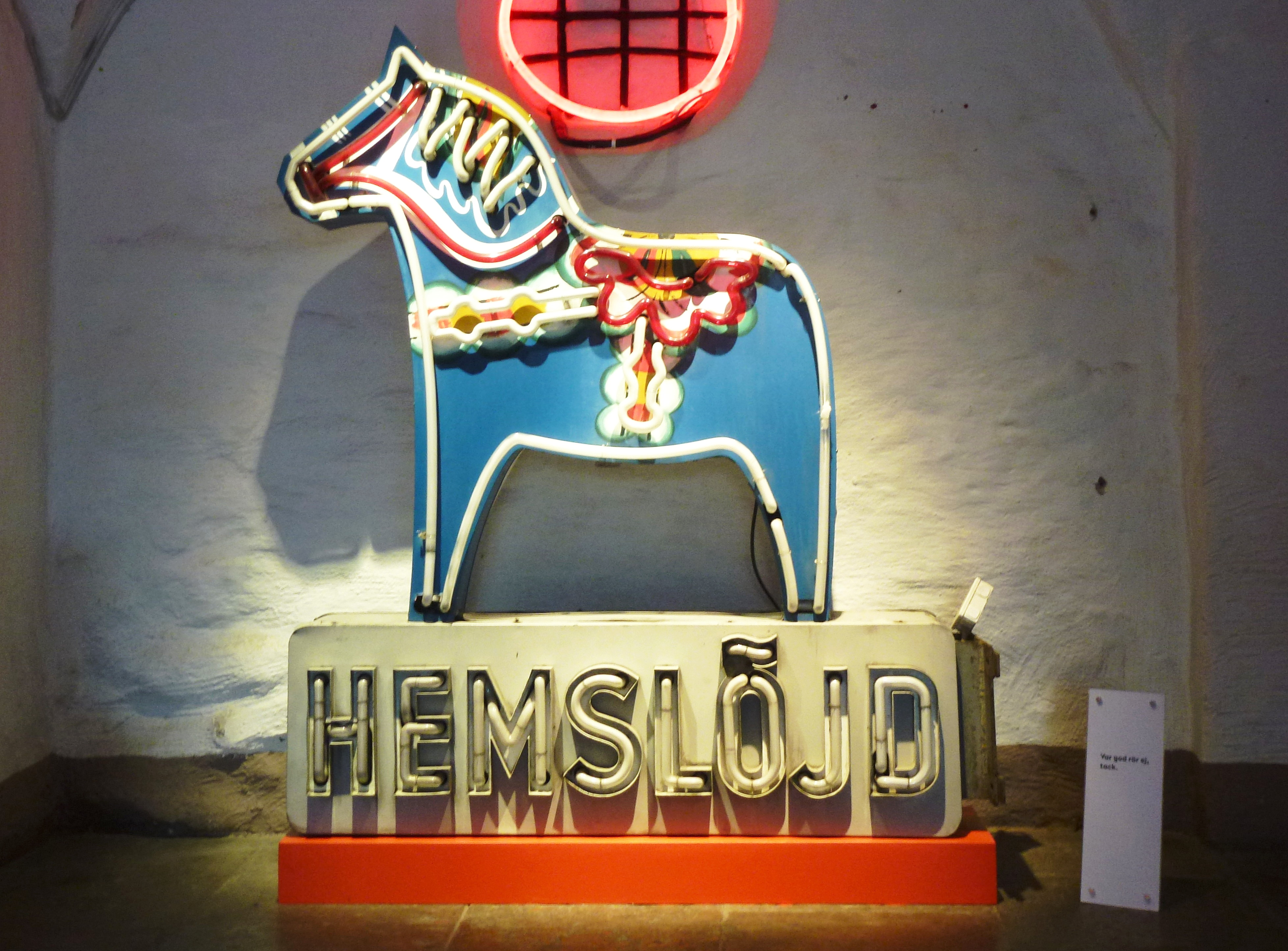
Hemslöjdsskylt med Dalahäst

## Referenser

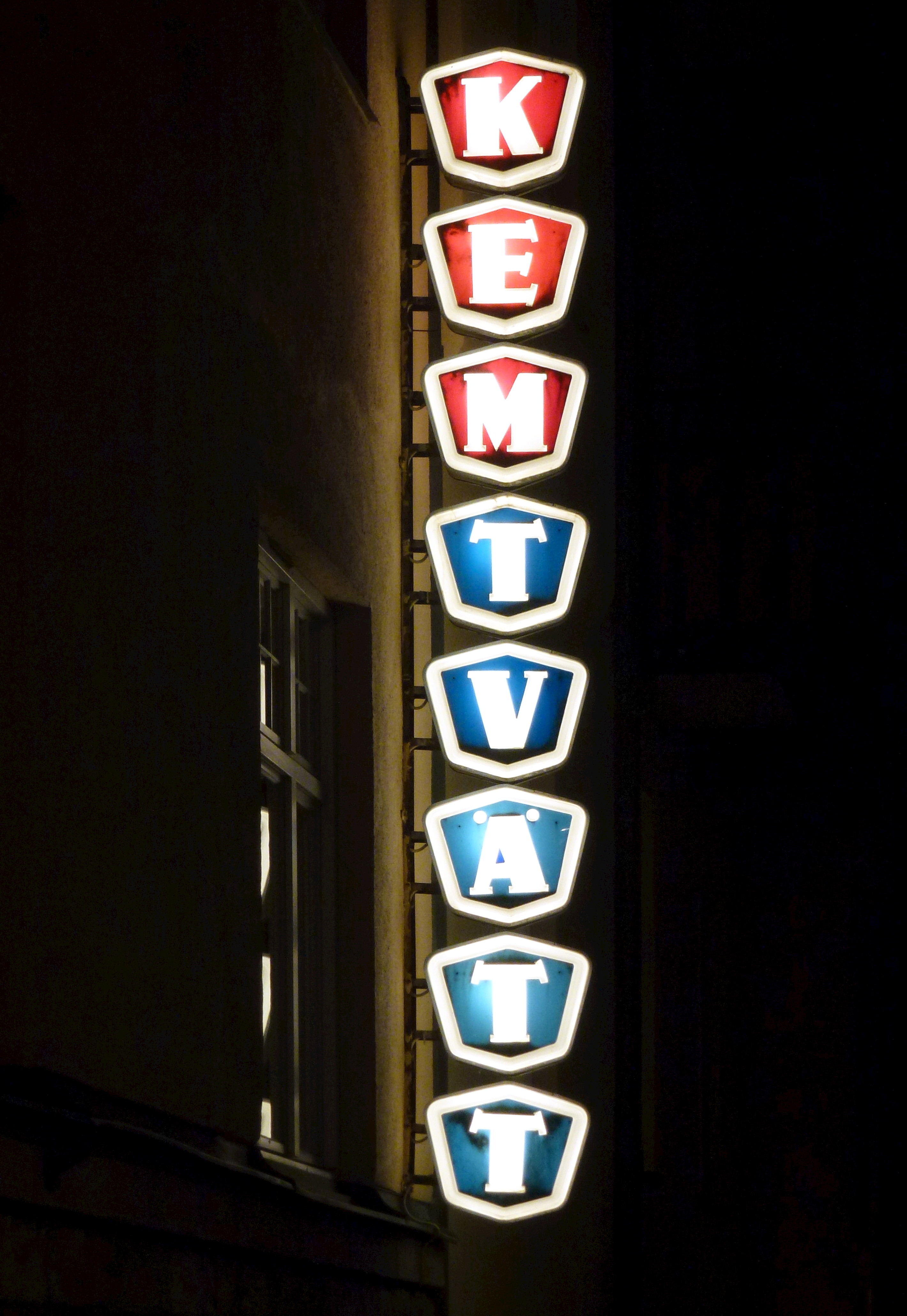
"Kemtvätt" Sankt Eriksgatan 12, vinnare av diplomen Lysande skylt år 1997.